# Lac du Bourget
Pour les articles homonymes, voir Bourget.
Le lac du Bourget est un lac situé en France à l'ouest du département de la Savoie en région Auvergne-Rhône-Alpes.
Lac post-glaciaire du massif du Jura (sur sa berge Ouest) et du massif des Bauges (Alpes) sur sa berge Est, le lac du Bourget a été formé à l'issue de la dernière glaciation de Würm, il y a environ 19 000 ans, par le retrait du grand glacier alpin du quaternaire. C'est le plus grand lac naturel d'origine glaciaire et le plus profond entièrement situé en France, le Léman étant franco-suisse (environ 60/40 en superficie en faveur de la Suisse).
Son nom actuel, lié à la commune qui borde sa partie méridionale, n'a été utilisé qu'à compter du XIIIe siècle. Artistiquement, le lac est particulièrement lié à la présence du poète Alphonse de Lamartine qui y écrivit des poèmes, dont Le Lac dédié à la femme qu'il aime, Julie Charles, lors de son séjour en octobre 1816.
Sur le plan touristique, le lac compte de nombreuses plages aménagées sur ses rives, des bases de loisirs, de nombreux sites touristiques, le plus célèbre étant l'abbaye royale d'Hautecombe où reposent de nombreux souverains de la maison de Savoie. La ville riveraine la plus importante par sa population est Aix-les-Bains, une des plus célèbres villes thermales françaises, comptant un peu plus de 30 000 habitants et qui accueille un festival pop-rock, Musilac, à proximité des rives du lac.

## Géographie

### Origine et géologie

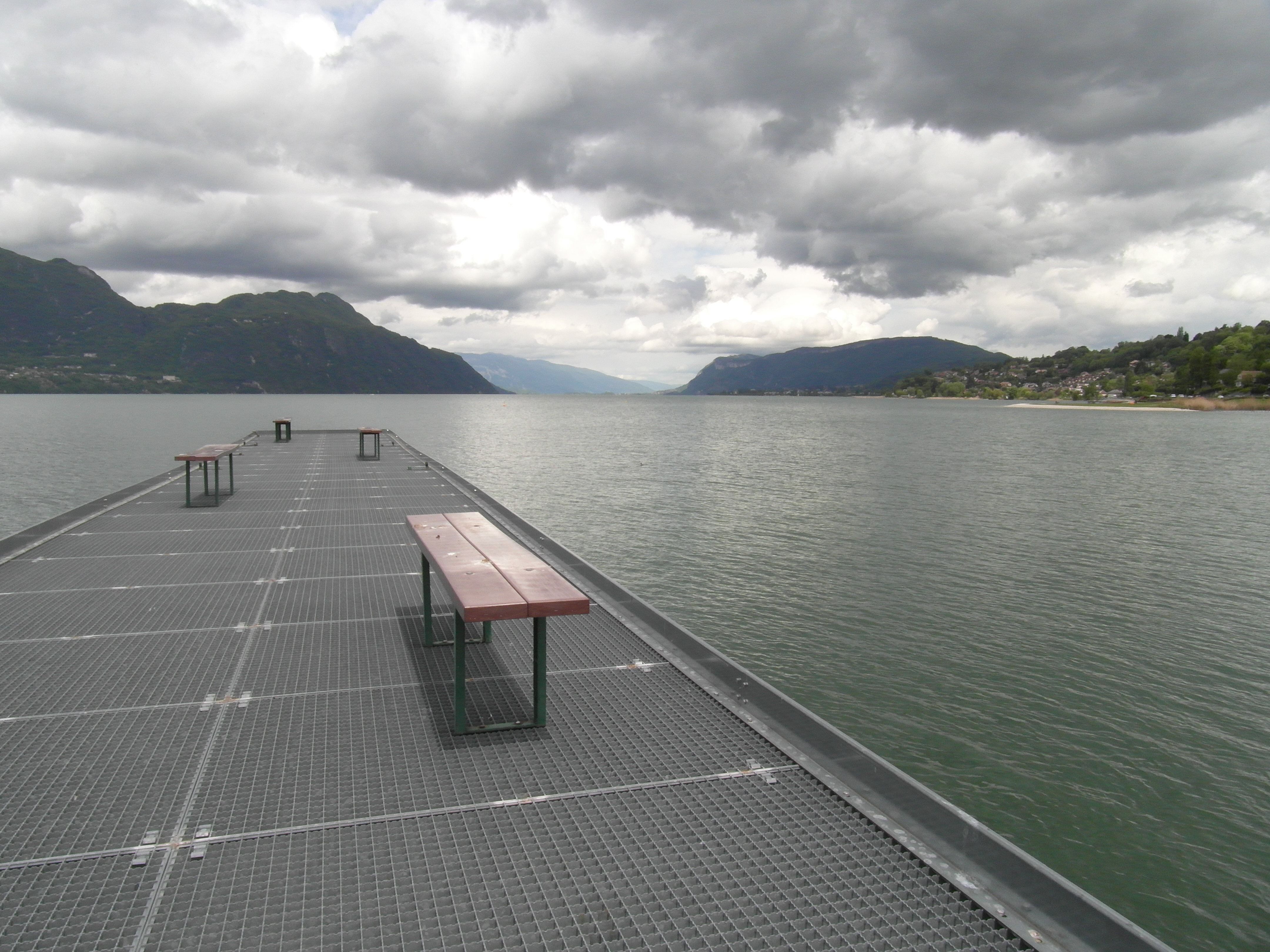
Lac du Bourget à Terre-Nue.

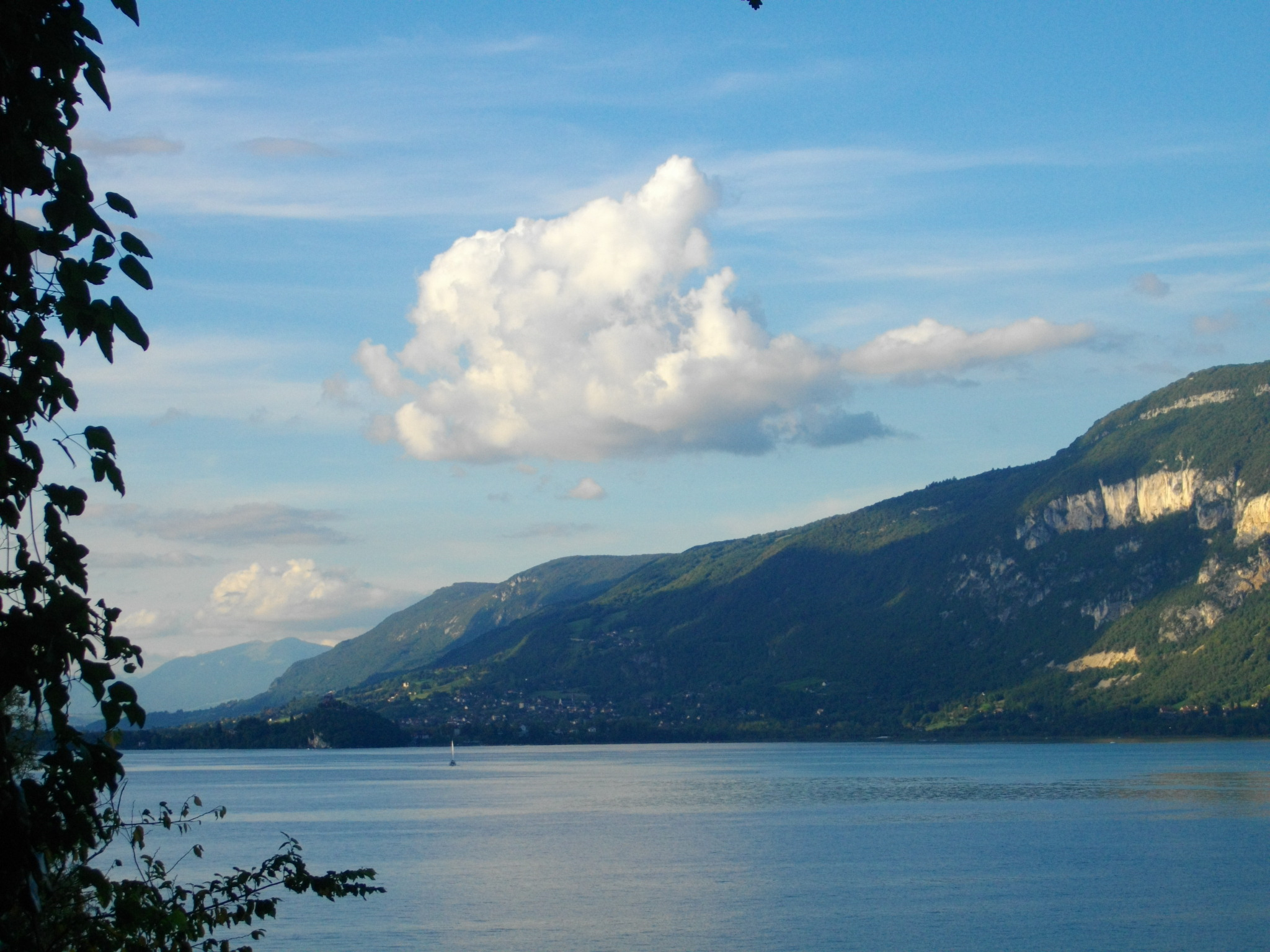
Les eaux calmes du lac du Bourget et le massif des Bauges.

Le lac du Bourget occupe la partie centrale d'une dépression qui s'allonge du sud vers le nord, depuis la cluse de Chambéry jusqu'à la Chautagne traversée par le canal de Savières, voie navigable qui rejoint ensuite le Rhône.
Pour les géologues, la formation du lac s'est effectuée en plusieurs temps. Il y a 120 000 à 140 000 ans, il y eut tout d'abord un premier « grand lac » de nature différente et dénommé « Bourget-Grésivaudan ». Celui-ci s'est formé à la suite de la troisième glaciation du quaternaire, appelée glaciation de Riss. Ce lac recouvrait la majeure partie du sillon alpin entre Seyssel au nord et Saint-Marcellin au sud-ouest, ainsi que la combe de Savoie jusqu'à Albertville à l'est, et la vallée du Rhône jusqu'à Yenne, à l'ouest. Il recouvrait une surface de 1 000 km2 (contre 44,5 actuellement), avait une longueur de 140 kilomètres (contre 18 km) et une cote de 360 mètres (contre 231,5 m).
Il y a 70 000 ans, ce grand lac finit par diminuer en dimension et en volume et se réduit au niveau de ce qui sera le futur lac du Bourget, mais à une cote encore supérieure, estimée à 270 mètres.
Puis, lors de la glaciation de Würm, les glaciers de l'Arve et de l'Isère s'affrontèrent et creusèrent la dépression du val du Bourget, sur une longueur de 50 kilomètres, entre Seyssel, Yenne et Challes-les-Eaux. Cette dépression fut occupée par un nouveau lac à la suite de la fonte des glaciers, vers −30 000 ans.

### Situation
Le lac du Bourget se situe dans le quart sud-est de la France, à l'ouest du département de la Savoie, à une douzaine de kilomètres au nord de Chambéry, préfecture de ce département, et à 80 km à l'est de Lyon à vol d'oiseau.

### Caractéristiques
D’une superficie de 44,5 km2 (4 450 hectares), le lac s’étire tout en longueur dans un axe nord-sud sur 18 kilomètres, et avec une largeur comprise entre 1,6 et 3,5 kilomètres. Sa profondeur moyenne est de 85 mètres, et sa profondeur maximale de 145 mètres. Le lac du Bourget est à ce titre considéré comme le plus grand lac naturel d'origine glaciaire de France, mais pas le plus grand lac naturel toutes origines confondues, qui est le lac d'Hourtin-Carcans en Gironde, d'une superficie de 56,67 km2 (5 667 hectares). Ce dernier est par contre beaucoup moins profond (maximum 10 mètres) et son volume est donc très inférieur.
D’une altitude moyenne de 231,5 mètres, il est bordé par les derniers contreforts du Jura méridional :
- à l’ouest avec le mont Landard (579 m), le mont de la Charvaz (1 161 m) et le mont du Chat (1 496 m) avec sa dent (1 390 m) ;
- à l’est avec la montagne de Cessens (913 m), le mont Laval (848 m) et le mont de Corsuet (831 m) du massif de la Chambotte, ainsi que la colline de Tresserve. Au-delà de ses reliefs s'étend à l'est le massif alpin des Bauges, notamment le mont Revard (1 538 m).

Son bassin versant de 588 km2 est occupé par la ville thermale d’Aix-les-Bains, qui le borde sur sa rive est, et plus au sud, par la ville de Chambéry, capitale historique du duché puis du royaume de Savoie, aujourd'hui préfecture du département de la Savoie, située à une quinzaine de kilomètres de la rive sud du lac.

### Climat

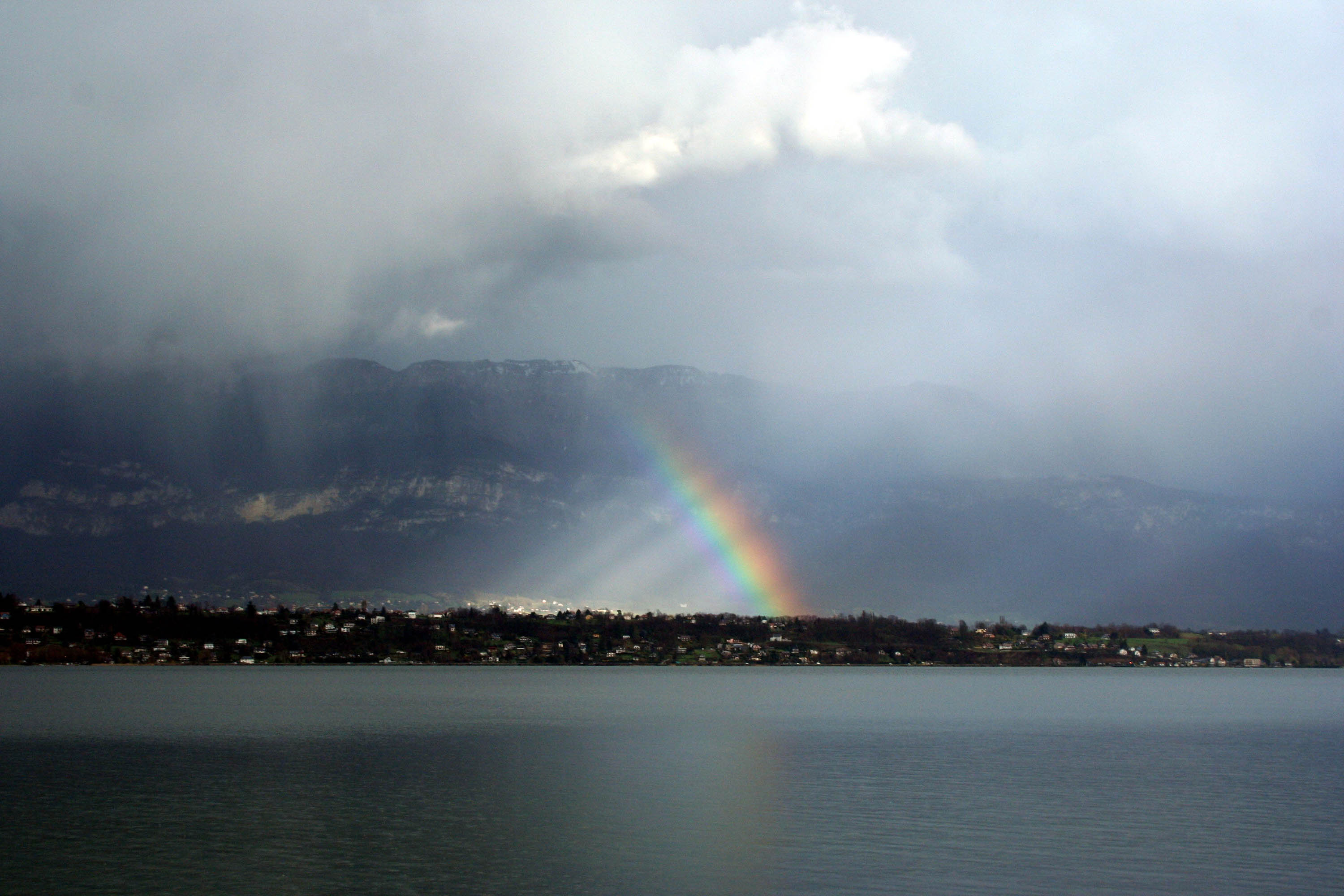
Le lac du Bourget après un orage.

Le lac du Bourget est sous l'influence du climat montagnard en raison de la présence proche de la chaîne de l'Épine (Jura) et du massif des Bauges (Alpes) mais les effets y sont quelque peu atténués.
Selon la classification de Köppen, cette atténuation et la faible altitude du lac font que le climat est proche du climat de façade orientale (Köppen: Cfa). En effet pour être classé dans un tel climat, le mois le plus froid de l'année doit avoir une température moyenne comprise entre −3 °C et 18 °C (janvier avec 2,2 °C) et le mois le plus chaud doit avoir une température moyenne supérieure ou égale à 22 °C (ici en juillet, la température moyenne est de 21 °C).
Ainsi le lac du Bourget est à la limite de ce climat rare en France, surtout présent dans les basses vallées des Alpes du Nord et dans la ville de Lyon. Ce climat est un indicateur de continentalité mais avec une pluviométrie annuelle moyenne très élevée, il n'y a pas de saison sèche et les étés sont pluvieux voire très pluvieux sous les orages.
Les hivers sont froids, très humides avec un temps rarement dégagé et de fortes précipitations sous forme de pluie ou de neige et les étés sont chauds, lourds et orageux.
La neige est peu présente, surtout sur les abords du lac, les eaux du lac du Bourget se refroidissant moins vite que la terre.
La température moyenne de l'eau est d'environ 7 °C en janvier et de 23 °C en juillet.

### Données climatiques
Les relevés suivants ont été effectués à l'aéroport de Chambéry - Savoie-Mont-Blanc à 231,5 m d'altitude et à 1 km du bord du lac du Bourget : 
| Mois                                  | jan.            | fév.             | mars             | avril           | mai             | juin            | jui.            | août            | sep.            | oct.            | nov.             | déc.             | année          |
| ------------------------------------- | --------------- | ---------------- | ---------------- | --------------- | --------------- | --------------- | --------------- | --------------- | --------------- | --------------- | ---------------- | ---------------- | -------------- |
| Température minimale moyenne (°C)     | −1,4            | −0,7             | 2,1              | 5,1             | 9,7             | 12,8            | 14,7            | 14,2            | 11              | 7,4             | 2,5              | −0,2             | 6,4            |
| Température moyenne (°C)              | 2,2             | 3,6              | 7,4              | 10,7            | 15,2            | 18,7            | 21              | 20,4            | 16,5            | 12,1            | 6,3              | 3,1              | 11,4           |
| Température maximale moyenne (°C)     | 5,8             | 7,9              | 12,6             | 16,3            | 20,8            | 24,6            | 27,4            | 26,6            | 22              | 16,7            | 10,1             | 6,4              | 16,4           |
| Record de froid (°C) date du record   | −19 07-01-1985  | −14,4 05-02-2012 | −10,3 02-03-2005 | −4,6 13-04-1986 | −1,4 06-05-1979 | 2,8 05-06-1975  | 5,4 08-07-1978  | 5 30-08-1986    | 1 30-09-1995    | −4,3 31-10-1997 | −10,8 27-11-2005 | −13,5 30-12-1976 | −19 07-01-1985 |
| Record de chaleur (°C) date du record | 17,9 02-01-2003 | 20,7 23-02-2017  | 25,1 26-03-2006  | 29,5 28-04-2012 | 32,7 25-05-2009 | 36,7 19-06-2022 | 38,8 07-07-2015 | 40,5 24-08-2023 | 32,1 10-09-2023 | 29 02-10-1985   | 23,3 06-11-1997  | 22,7 18-12-1989  | 38,8           |
| Ensoleillement (h)                    | 77,7            | 104,4            | 156,7            | 172,8           | 202,5           | 234             | 260,1           | 232,5           | 176,3           | 121,4           | 71,2             | 60,6             | 1 870,2        |
| Précipitations (mm)                   | 102,6           | 91,5             | 100              | 92,2            | 104,2           | 94,8            | 86,6            | 91,7            | 111,8           | 122,6           | 105              | 118              | 1 221          |

| Diagramme climatique                                  |             |            |             |              |              |              |              |           |              |            |            |
| J                                                     | F           | M          | A           | M            | J            | J            | A            | S         | O            | N          | D          |
| 5,8−1,4102,6                                          | 7,9−0,791,5 | 12,62,1100 | 16,35,192,2 | 20,89,7104,2 | 24,612,894,8 | 27,414,786,6 | 26,614,291,7 | 2211111,8 | 16,77,4122,6 | 10,12,5105 | 6,4−0,2118 |
| Moyennes : • Temp. maxi et mini °C • Précipitation mm |             |            |             |              |              |              |              |           |              |            |            |

#### Relevés de températures annuels
Le tableau, ci-dessous, présente l'évolution des températures entre 1990 et 2015 avec un intervalle régulier de cinq ans, enregistrée le site météorologique de la ville d'Aix-les-Bains, commune riveraine du lac. L'année 2017 est également indiquée à titre de comparaison avec ces cinq années de référence.
|                       | 1990 | 1995 | 2000 | 2005 | 2010  | 2015 | 2017 |
| --------------------- | ---- | ---- | ---- | ---- | ----- | ---- | ---- |
| Maximale extrême (°C) | 33,6 | 33,8 | 34,2 | 35,2 | 37,4  | 38,8 | 35,8 |
| Maximale moyenne (°C) | 16,9 | 16   | 17,1 | 16,3 | 16    | 17,8 | 17,7 |
| Moyenne moyenne (°C)  | 10,8 | 11,1 | 12   | 11,2 | 11    | 12,4 | 12,3 |
| Minimale moyenne (°C) | 6,5  | 6,9  | 6,8  | 6,1  | 6,2   | 7,1  | 7,0  |
| Minimale extrême (°C) | -8,3 | -8   | -9,7 | -12  | -11,4 | -5,5 | -7,7 |

### Hydrologie

#### Données générales

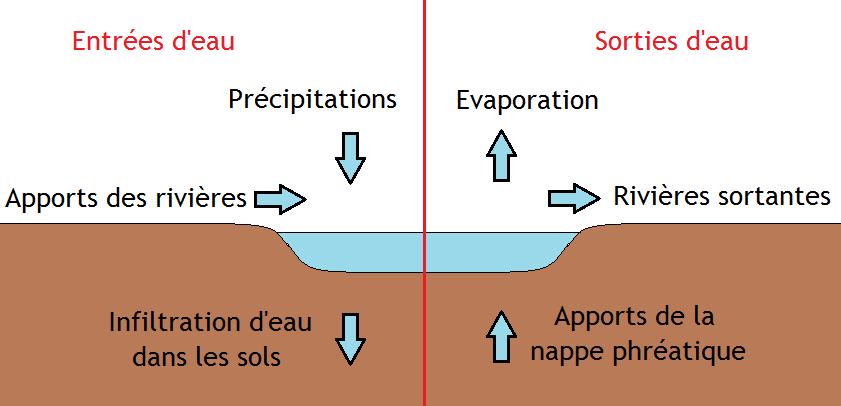
Schéma indiquant les apports en eaux et pertes faisant varier le niveau d'un lac.

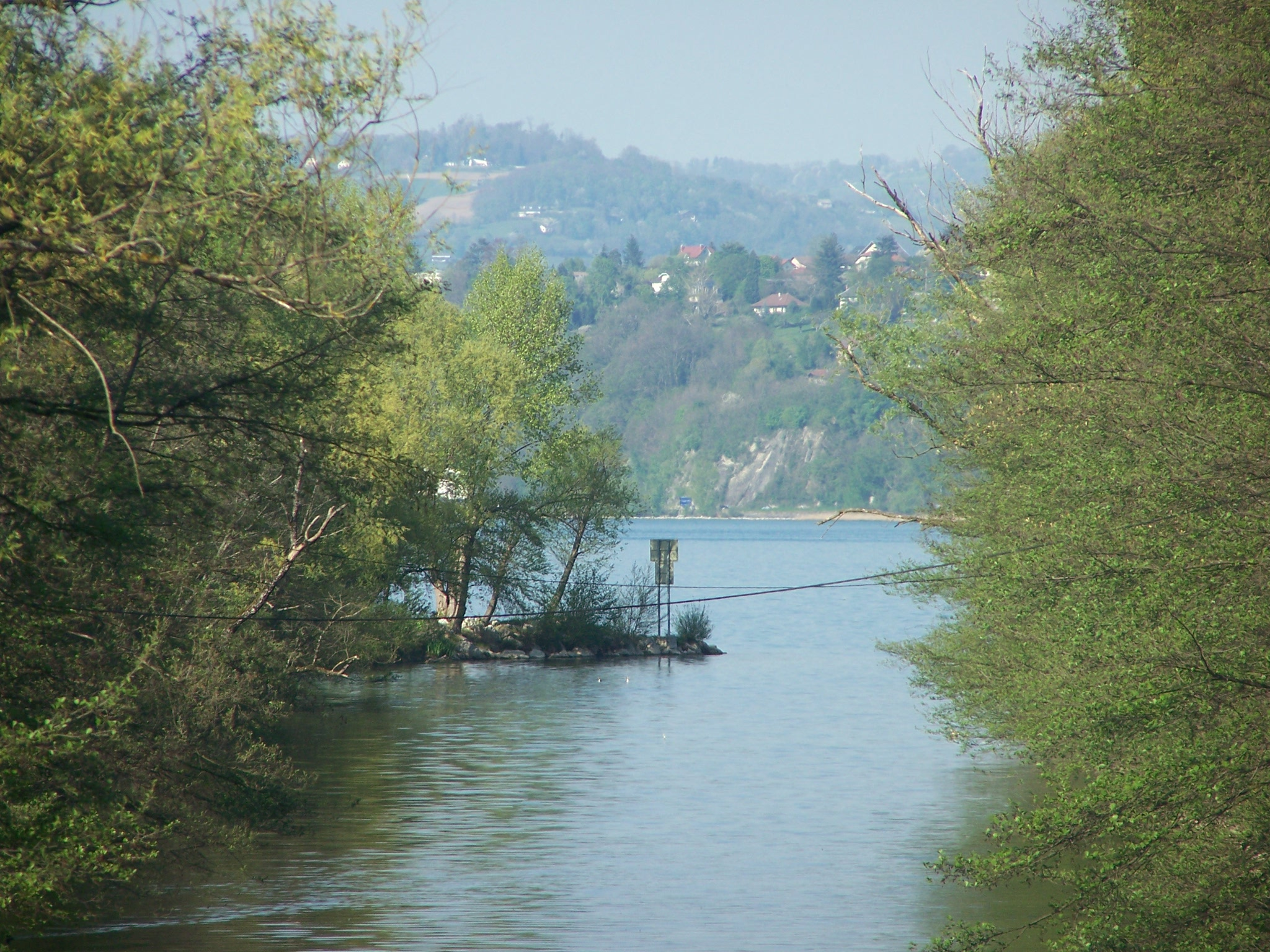
Embouchure de la rivière Leysse dans le lac du Bourget (sud du lac).

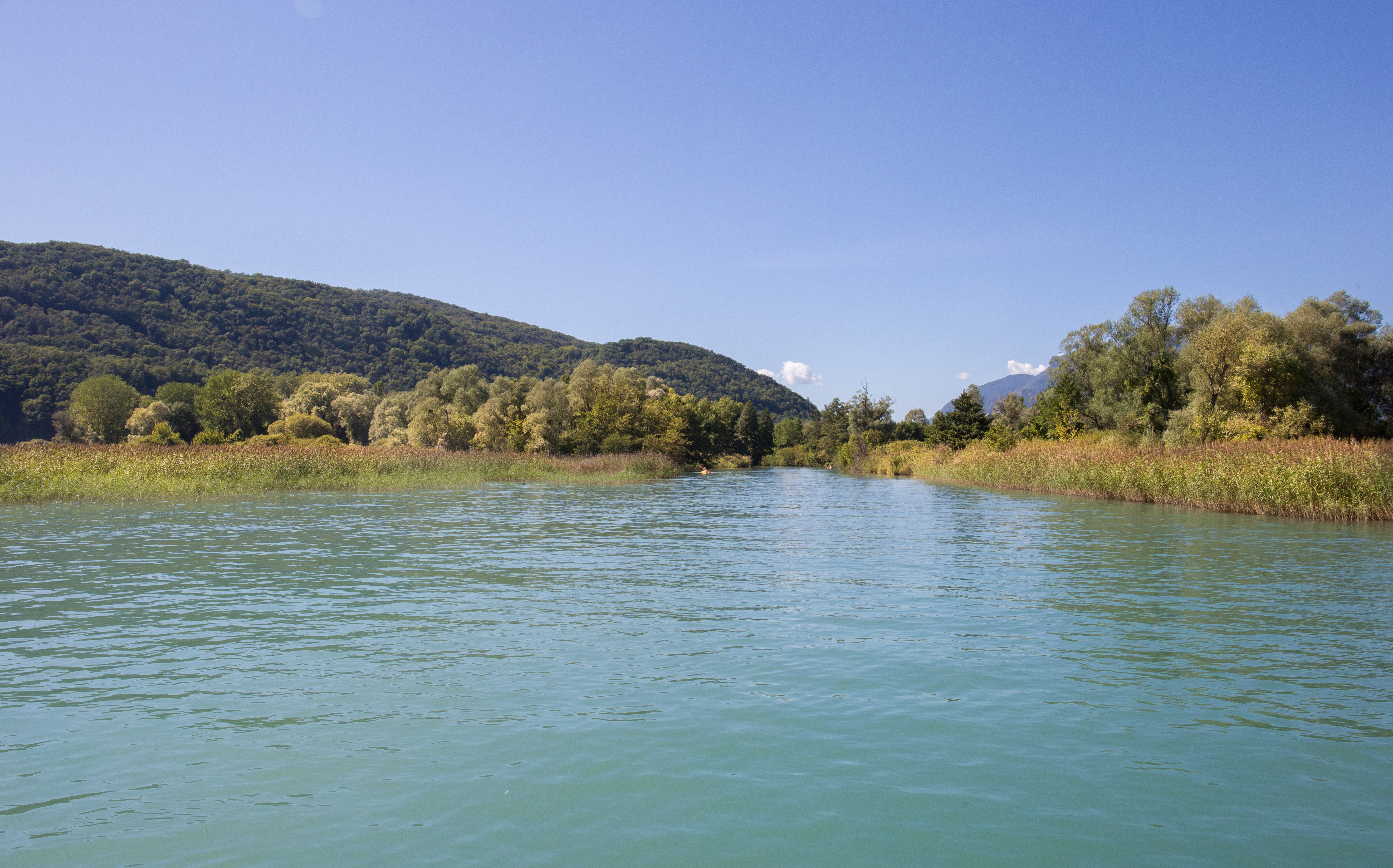
Entrée du canal de Savières sur le lac du Bourget (nord du lac).

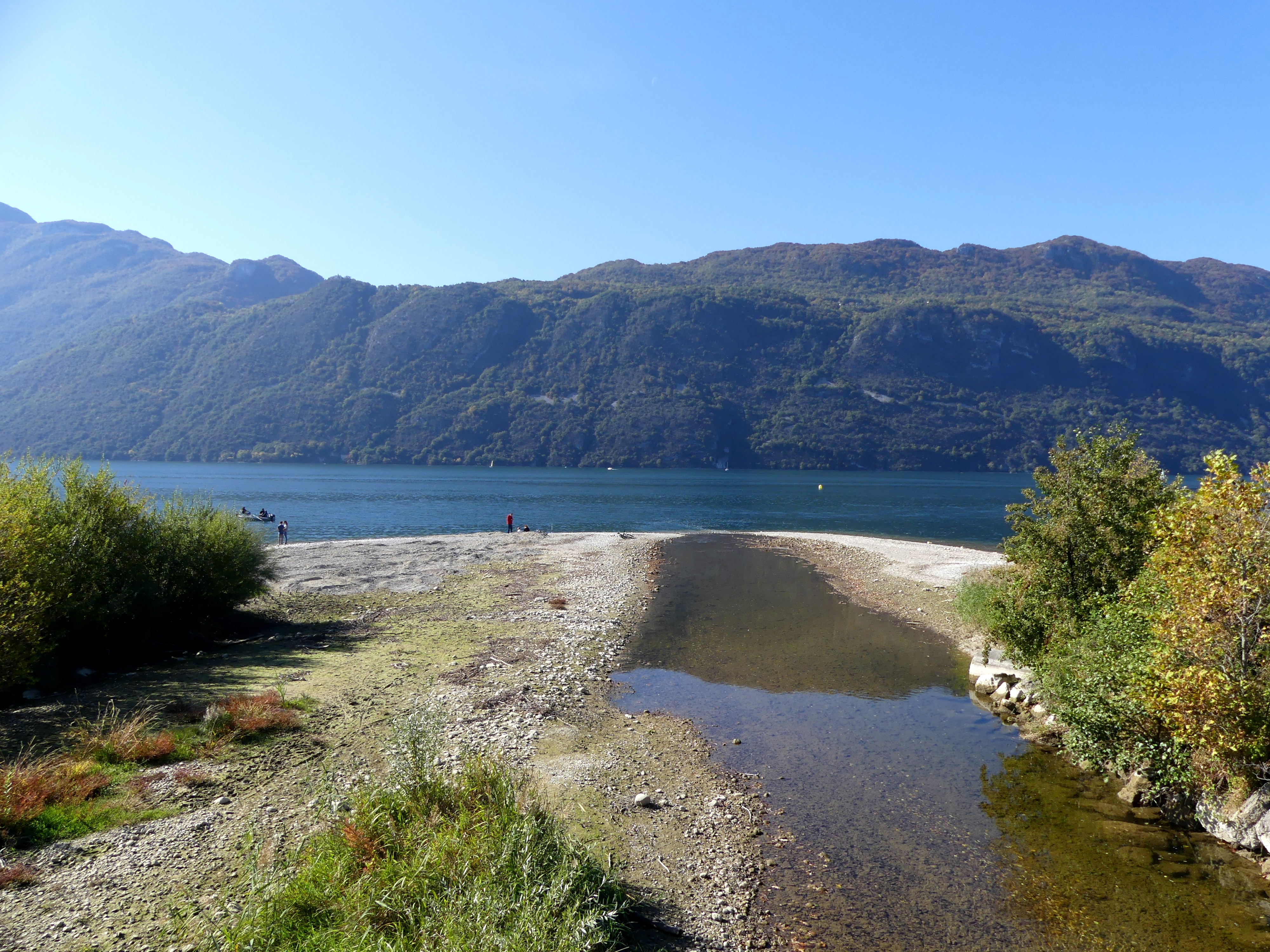
Embouchure de la rivière Sierroz dans le lac du Bourget abaissé (en 2017).

D'un volume de 3,6 milliards de mètres cubes d'eau, soit l'équivalent de l'ensemble de la consommation annuelle domestique de la France, le lac servait, jusqu’à la construction d'un barrage en 1982, de déversoir naturel pour les crues du Rhône, qui serpente par-delà les marais de Chautagne, situés au nord. Cette vanne naturelle, désormais maîtrisée, existe toujours et le niveau du lac varie (d'un mètre environ) selon la saison.
Le lac est principalement alimenté au sud par les eaux de la Leysse, et, à l'est, par celles du Tillet et du Sierroz. Les eaux de la Leysse mettent de sept à dix ans pour traverser le lac et arriver jusqu’au Rhône. Lors des périodes de crue du Rhône, le cours du canal de Savières, exutoire du lac, peut s'inverser, et des eaux du Rhône viennent alors remplir en partie le lac. Ces eaux denses en sédiments (eaux de crue) et plus froides ne se mélangent pas à celle du lac, et coulent sur son fond, y déposant des argiles témoins de cette invasion. D'une façon plus générale, le lac du Bourget présente une assez forte stratification de ses eaux, et son régime est celui d'un lac méromictique.
Avec plusieurs milliers d'habitants auxquels s'ajoutent des dizaines de milliers de touristes, la qualité de l'eau s'était progressivement dégradée pour aboutir dans les années 1950 à 1970 à un phénomène majeur d'eutrophisation, car le lac à l'époque était le déversoir naturel de toutes les canalisations d'égouts, avec en particulier, celles des villes de Chambéry et d'Aix-les-Bains. Les nombreux engins à moteur de l'époque étaient aussi très polluants, crachant leurs fumées dans l'air, qui se dissolvaient en partie dans les eaux pluviales en relâchant de l'huile qui étaient entrainées par les eaux pluviales dans le lac. Ils faisaient également beaucoup de bruit et généraient une nuisance sonore dommageable aux nombreux oiseaux et aux petits mammifères. Une action de dépollution fut engagée à partir du milieu des années 1970, afin de réduire l'eutrophisation du lac, l'objectif étant d'arriver aux mêmes résultats que pour le lac d'Annecy.
Des stations d'épuration furent agrandies : celle d'Aix-les-Bains en 1976 puis en 1999, celle de Chambéry en 1977 et 2001. Les rivières comme le Tillet ou le Sierroz ont ainsi été assainies, améliorant au passage la qualité des eaux du lac et la régénération des espèces aquatiques.
Le problème restant est alors celui des eaux épurées rejetées. Leurs traitements chimique leur donne alors une propreté suffisante pour un rejet dans un cours d'eau, mais pas pour une stagnation de sept à dix ans dans le lac. La solution adoptée fut le creusement d'une galerie de 12,2 kilomètres passant sous la chaîne de l'Épine, d'une section de cinq mètres carrés et de dix mètres de dénivelé total, rejetant environ 800 L s−1 dans le Rhône à La Balme,.
Le tunnel est mis en service en janvier 1981. Les communes riveraines de l'exutoire (Brégnier-Cordon, La Balme, Champagneux) et les associations de pêcheurs dénoncent une eutrophisation croissante du Rhône en ce lieu, eutrophisation que le CISALB (Comité intersyndical pour l'assainissement du Lac du Bourget) ne conteste pas mais qu'il attribue à d'autres causes que les rejets dus au tunnel car des traces en sont visibles aussi bien en Amont qu'en Aval de l'exutoire. L'eau épurée est considérée comme traitée à 90 %, ce qui, sur un bassin de 360 000 équivalent-habitants, représente une pollution subsistante correspondant à 36 000 équivalent-habitants ; le CISALB, lui, considère un taux de traitement de 96 % (en 2012), ce qui correspond à 14 400 équivalent-habitants de pollution subsistante. René Padernoz, conseiller général d'Yenne, dénonce en 2012 des concentrations excessives en Nickel, Phosphore, et métaux lourds ; la mise en place d'un nouvel étage de filtration de la station d'épuration de Chambéry est censée avoir fait disparaître ce genre de pollution depuis mai 2011.
En conséquence de cette enquête publique, un arrêté préfectoral est publié le 29 août 2013, autorisant la poursuite des rejets dans le Rhône, sous réserve de prélèvements pour analyses à réaliser mensuellement, durant deux années minimum, dans le Rhône, par le CISALB.

#### Canal de Savières
Le canal de Savières, situé au nord, constitue l'émissaire canalisé du lac. D'une longueur de 4,5 kilomètres, cette voie d'eau navigable rejoint le Rhône après avoir traversé le bourg de Chanaz mais son cours peut s'inverser dans des conditions particulières, notamment en cas de crue du Rhône.

### Communes et territoires

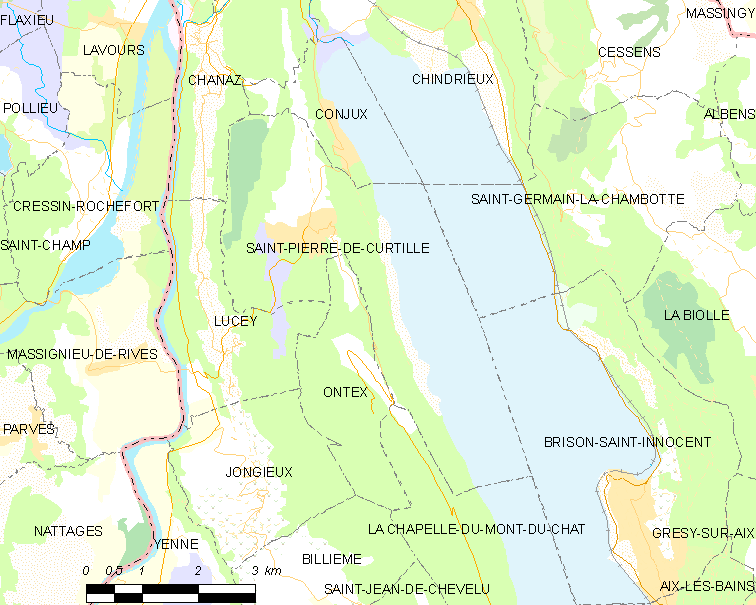
Carte des territoires communaux de la partie nord du lac du Bourget.

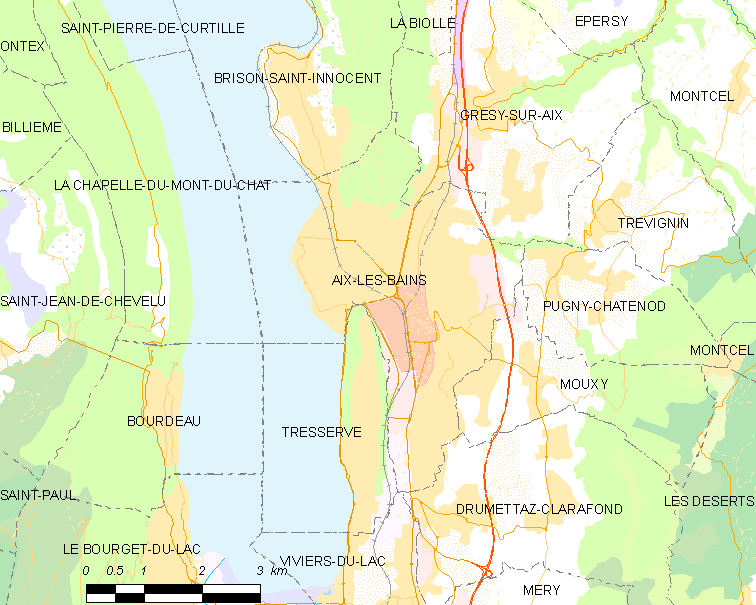
Carte des territoires communaux de la partie sud du lac du Bourget.

#### Communes riveraines du lac
Dans le détail, le lac est bordé par les onze communes savoyardes suivantes, toutes situées dans  l'arrondissement de Chambéry et présentées dans un sens horaire.

Au nord :
- Chanaz[note 4] ;
- Chindrieux.

À l'est :
- Entrelacs[note 5] ;
- Brison-Saint-Innocent ;
- Aix-les-Bains ;
- Tresserve.

Au sud :
- Viviers-du-Lac ;
- Le Bourget-du-Lac.

À l'ouest :
- Bourdeau ;
- La Chapelle-du-Mont-du-Chat ;
- Saint-Pierre-de-Curtille ;
- Conjux.

#### Cantons riverains du lac
Un nouveau découpage territorial du département de la Savoie entre en vigueur à l'occasion des premières élections départementales de mars 2015, suivant le décret du 27 février 2014, donnant ainsi la liste suivante de quatre cantons riverains du lac (seules les communes situées au bord du lac sont indiquées pour chaque canton) :
- le canton d'Aix-les-Bains-1 avec notamment la commune de Brison-Saint-Innocent et une partie de la commune d'Aix-les-Bains ;
- le canton d'Aix-les-Bains-2 avec notamment la commune de Tresserve et une partie de la commune d'Aix-les-Bains ;
- le canton de Bugey savoyard avec notamment les communes de Chindrieux, de Conjux et de Saint-Pierre-de-Curtille ;
- le canton de la Motte-Servolex avec notamment les communes de Bourdeau, la Chapelle-du-Mont-du-Chat, le Bourget-du-Lac et Viviers-du-Lac.

#### Communauté d'agglomération
Le lac du Bourget est totalement intégré dans le territoire de la communauté d'agglomération du lac du Bourget, établissement public local plus connu sous le nom de « Grand Lac ». Cette communauté d'agglomération, dont le siège se situe à Aix-les-Bains, regroupe vingt-huit communes, toutes situées dans le bassin du lac ou à proximité de celui-ci.

## Toponymie
Dénommé Lacus de Burgeto en 1313, le nom du « Bourget » vient du château éponyme, devenu la principale résidence des comtes de Savoie, à partir du milieu du XIIIe siècle jusqu'au siècle suivant. Anciennement, il portait le nom de « lac de Châtillon » (Ripa laci de Castellione au XIIe siècle), en référence au château et à la seigneurie éponyme. On le trouve mentionné notamment dans la donation faite par le comte de Savoie Amédée III, en 1125, pour la fondation de l'abbaye d'Hautecombe, « sur la rive du lac de Châtillon » (supra ripam loci de Castellione),. Ce lac fut également dénommé « lac d'Aix-les-Bains » ou « lac Gris » au niveau local.

## Environnement, faune et flore

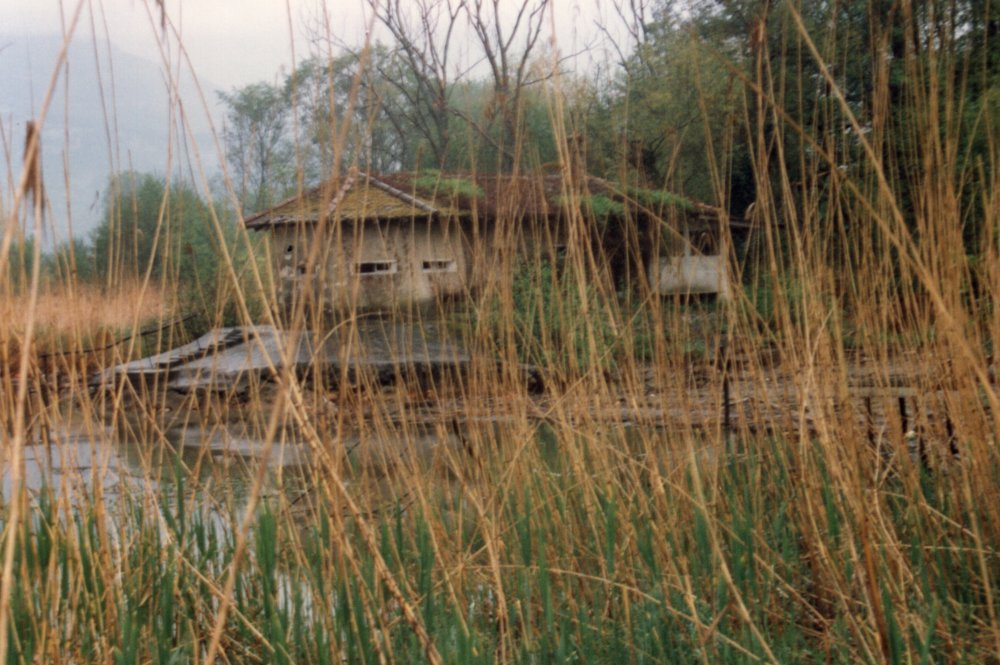
Ancienne installation de chasse, aujourd'hui poste d'observation pour les oiseaux.

Le lac  est d'un intérêt écologique majeur et constitue un élément important du patrimoine naturel français. Entre Préalpes et haute montagne, il abrite un grand nombre d'espèces de poissons et d'oiseaux, et pour certains d'entre eux, il est un havre de repos majeur dans leur couloir de migration.

### Flore
Grâce à sa masse d'eau colossale d'une part, mais aussi en raison de la présence de dalles calcaires au niveau de ses abords immédiats d'autre part, les conditions climatiques des rives lacustres sont nettement adoucies.
En raison de ces particularités, certains endroits du lac bénéficient d'un climat presque provençal, permettant à quelques espèces végétales et animales méditerranéennes de prospérer. On peut ainsi y admirer l'érable de Montpellier, le figuier, le buis, l’érable à feuilles d'obier, le chêne pubescent et la capillaire de Montpellier (petites fougères).

### Oiseaux
Encore presque à l'état sauvage à certains endroits, le lac du Bourget est un important couloir de migrations et un havre de paix pour de nombreux oiseaux. On peut rencontrer sur le lac, outre le canard colvert et la poule d'eau, le cygne tuberculé, la foulque macroule, le fuligule morillon, le blongios nain, l'avocette élégante, le harle bièvre, etc. Les versants autour du lac sont aussi le territoire de grands rapaces tels le milan noir, le faucon pèlerin et le hibou grand-duc.

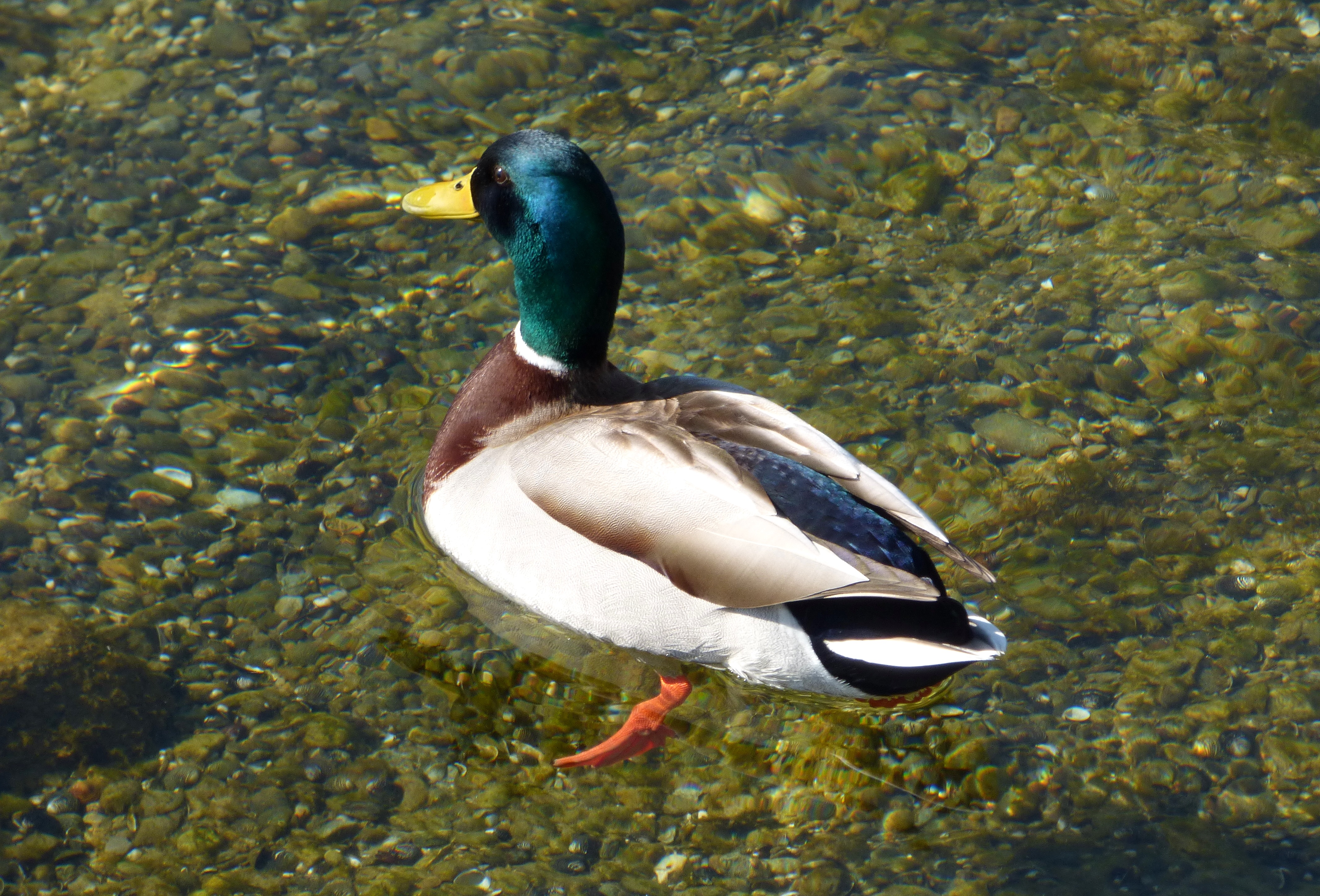
Un canard colvert à proximité de la rive orientale du lac.
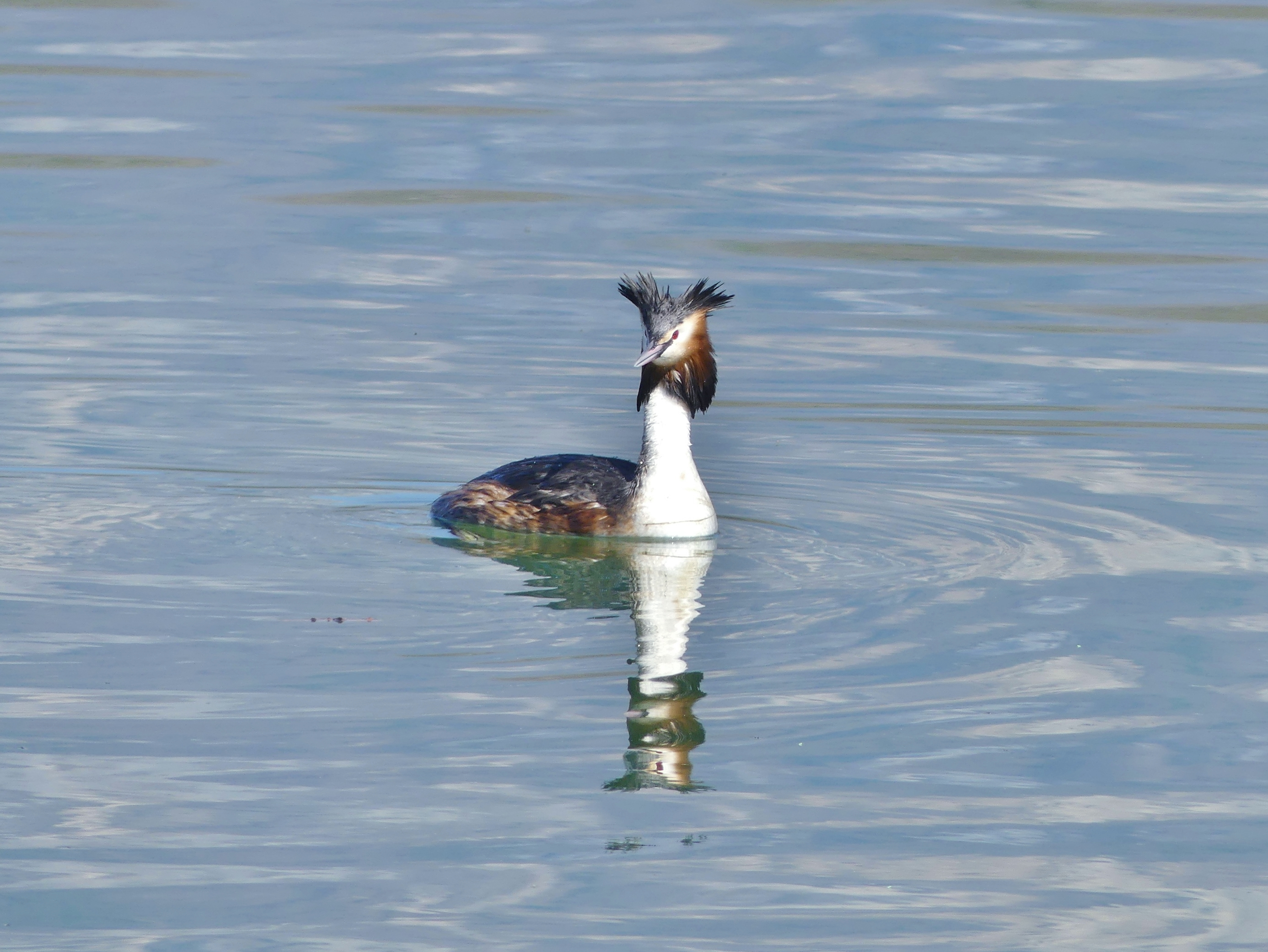
Un grèbe huppé près des roselières des Mottets au sud-est du lac.
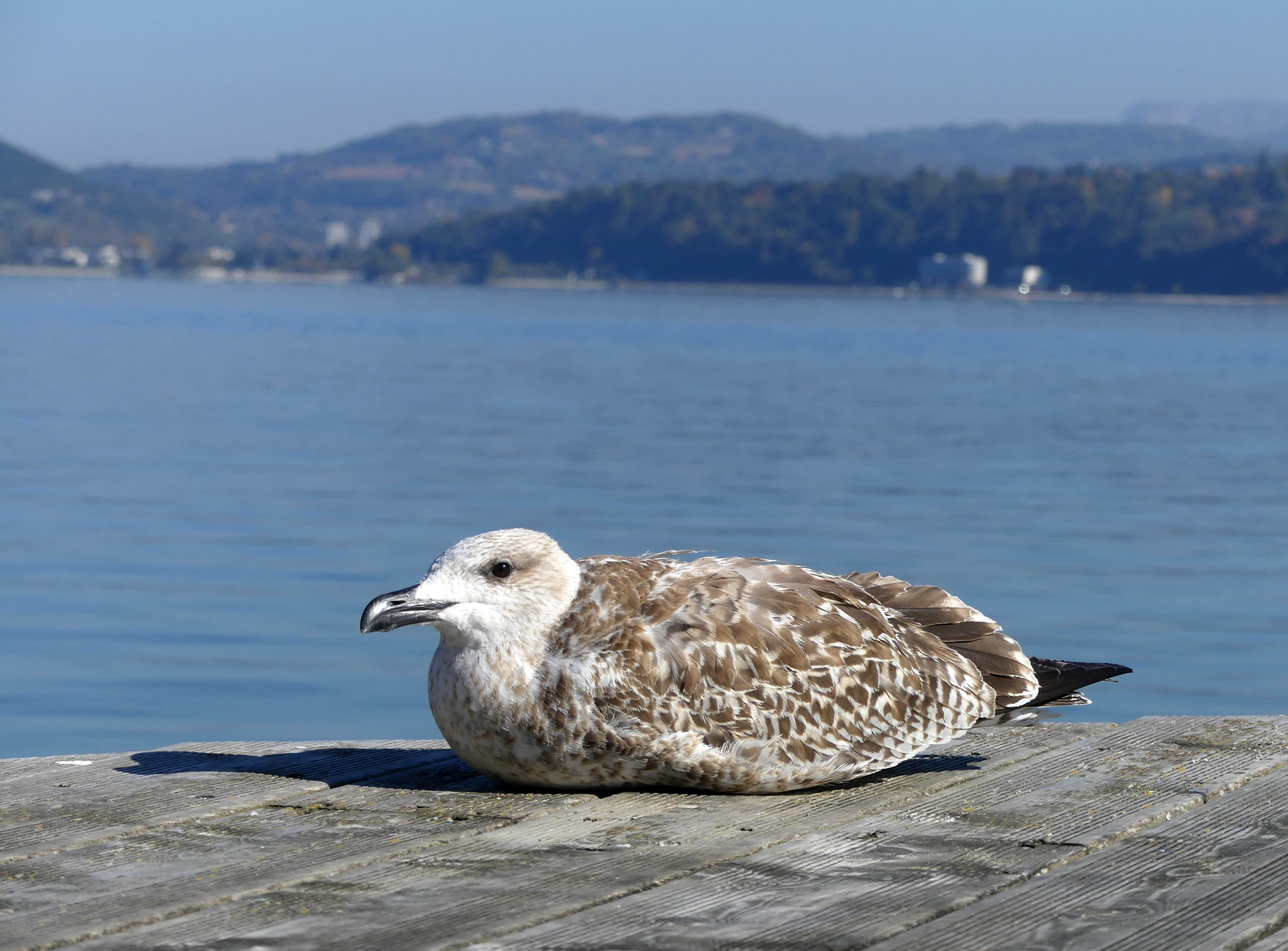
Un goéland leucophée juvénile sur le ponton de la plage du Bourget-du-Lac.
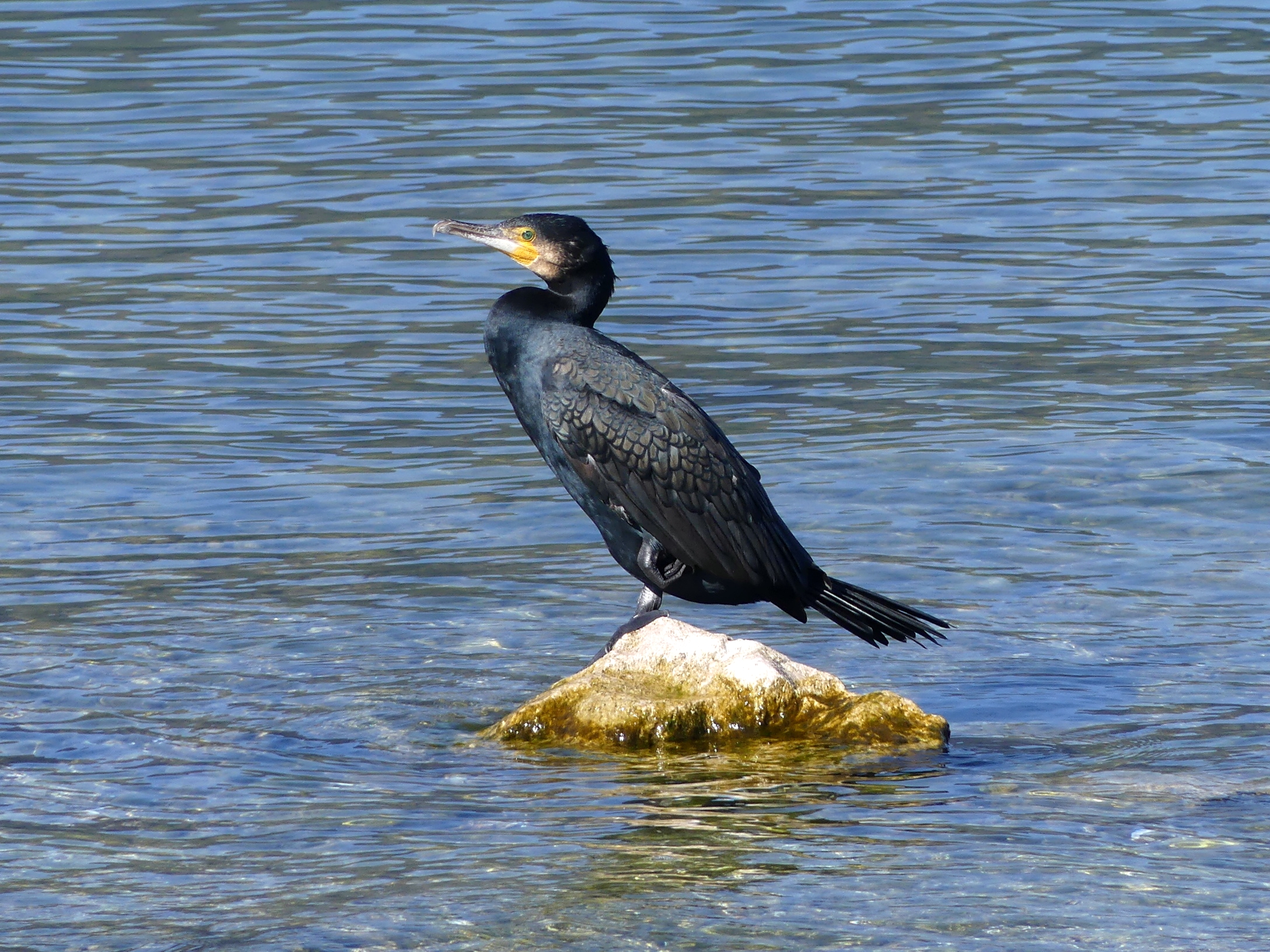
Un grand Cormoran au sud de l'Esplanade d'Aix-les-Bains.
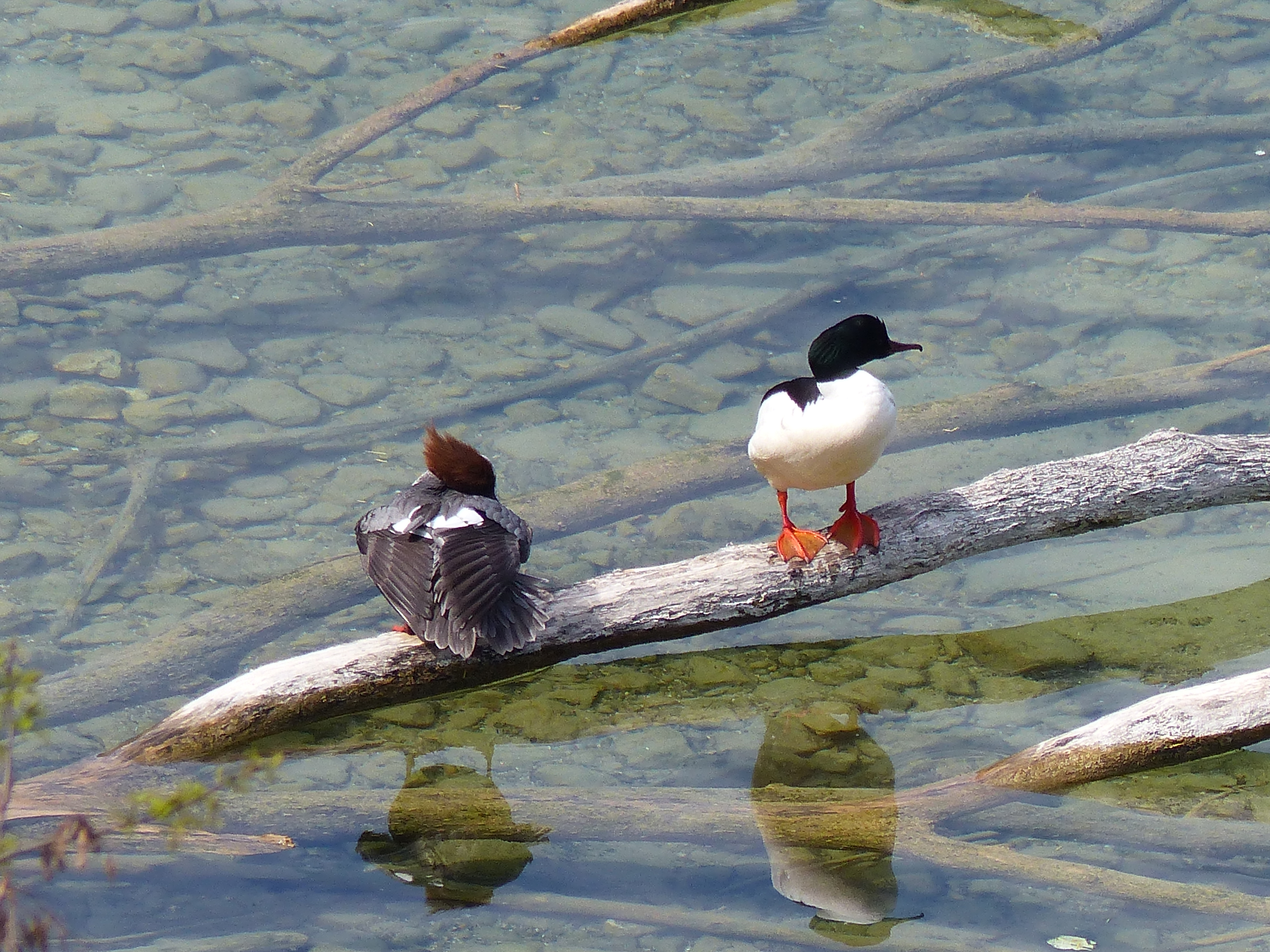
Harles bièvre près du Bourget
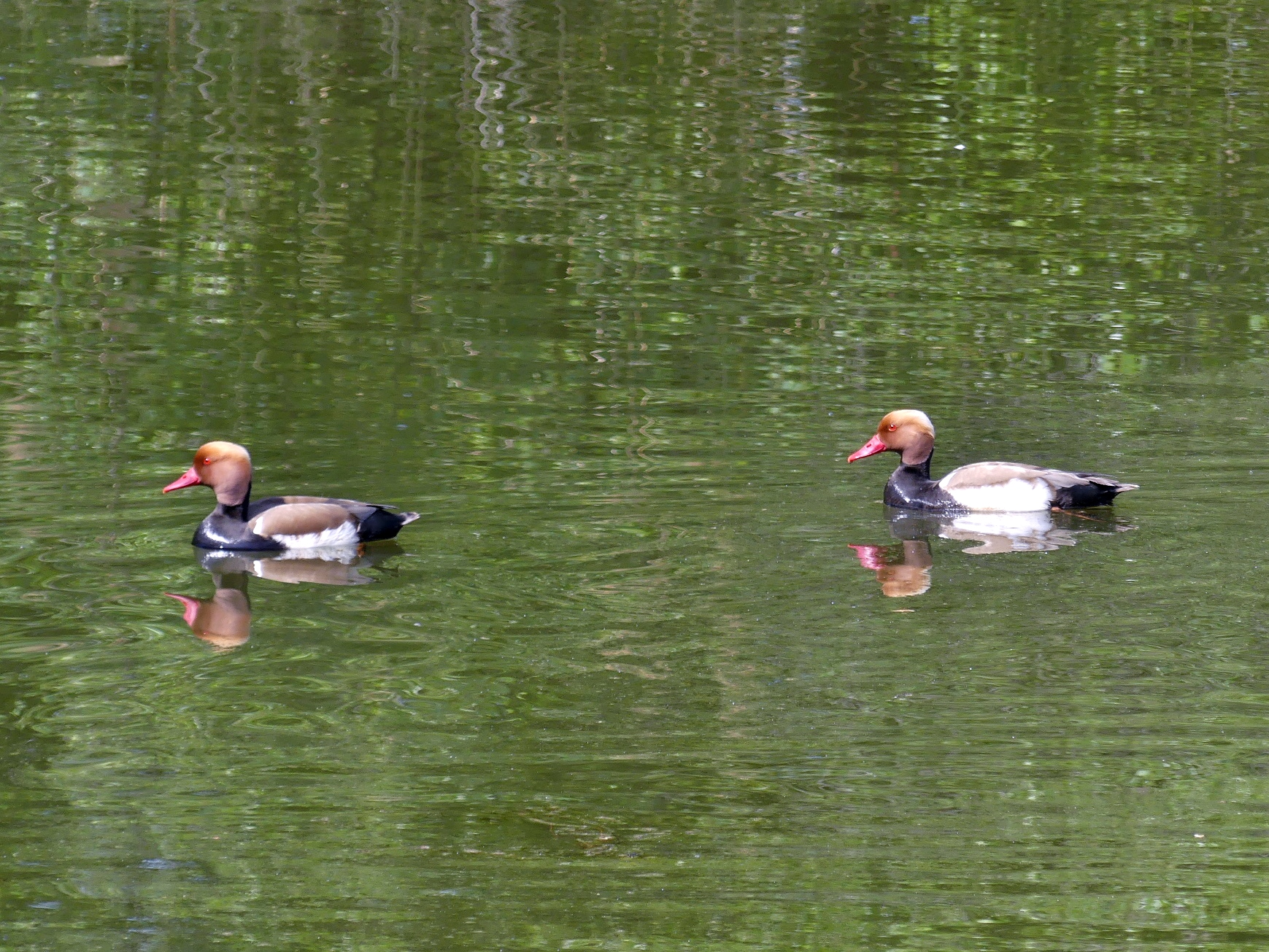
Nettes rousses aux Mottets.

### Pêche

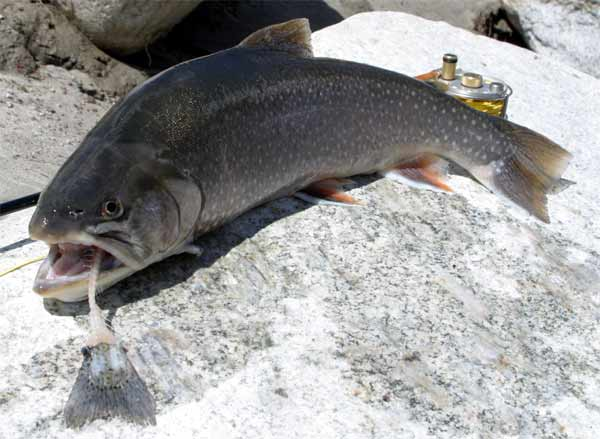
omble chevalier

Le 2 avril 2008, les préfets de Savoie et de Haute-Savoie ont interdit par arrêté la pêche (pour consommation et commercialisation) de l'omble chevalier (Salvelinus alpinus) dans le lac du Bourget, en raison de taux très élevés de Polychlorobiphényles (PCB) et dioxines supérieurs aux normes réglementaires pour deux poissons issus du lac, les rendant impropres à la consommation humaine et animale (la pêche sans consommation du poisson reste autorisée, ainsi que la baignade et les sports nautiques, car la solubilité des PCB est faible dans l’eau).
Le lac du Bourget a été désigné site Ramsar le 2 février 2003.
La bézoule (Coregonus bezola), une corégone endémique au lac, a disparu dans les années 1960.

### Aménagements divers
Par ailleurs, jusqu'en août 2017, on pouvait trouver un aquarium public au Petit Port d'Aix-les-Bains. Cet aquarium thématique était essentiellement centré sur les espèces aquatiques du lac et de ses environs.
Entre septembre et novembre 2017, le niveau du lac est volontairement abaissé d'une cinquantaine de centimètres en dessous de la côte hivernale. Cette opération, renouvelée désormais tous les quatre ans, vise au développement et donc à la préservation des roselières lacustres.

### Roselières

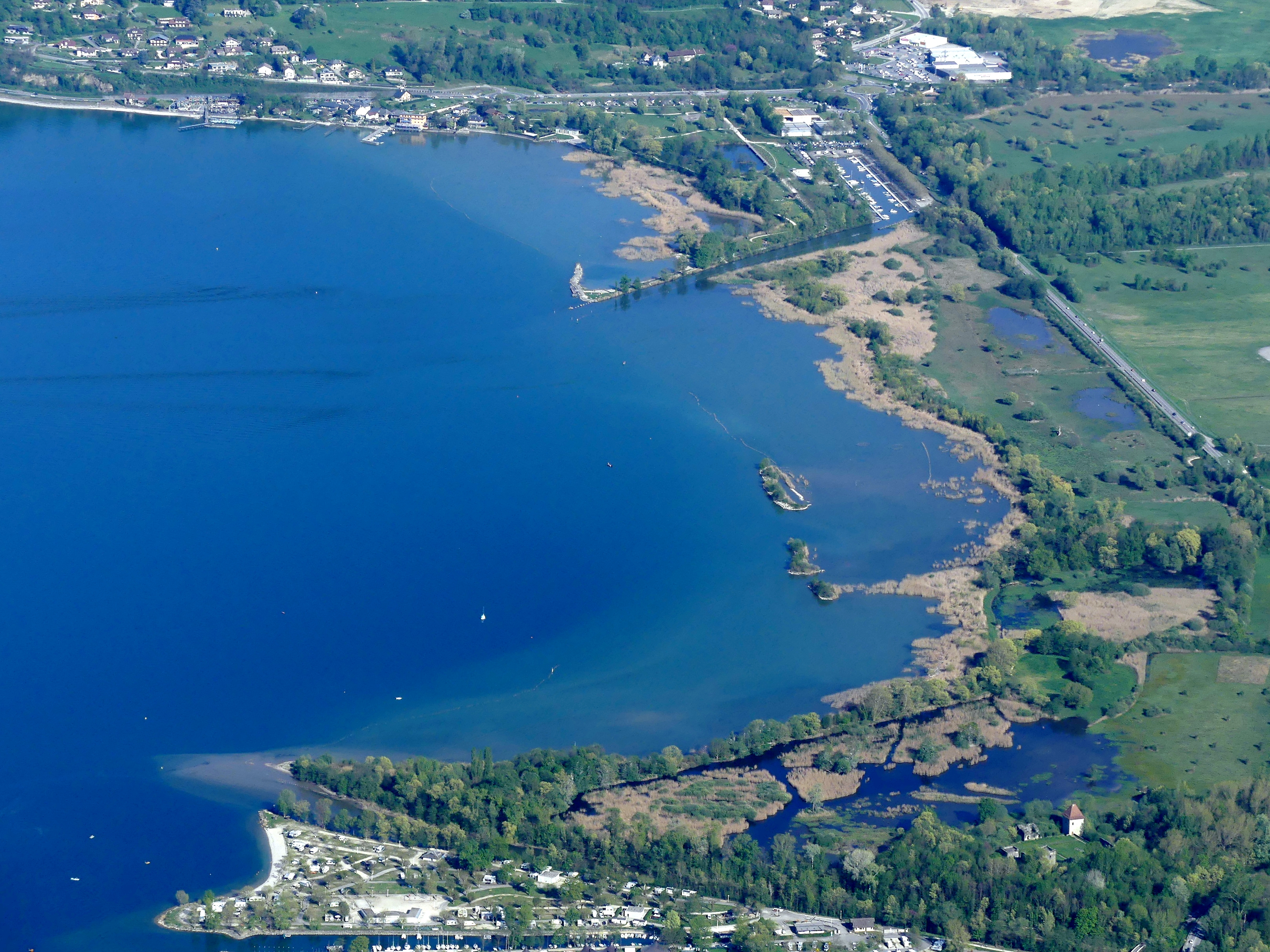
Rive sud du lac avec ses roselières, zones humides et marais.

Au sud, une vaste roselière appartenant au Conservatoire du littoral a été réaménagée, la zone située à la pointe sud du lac (domaine de Buttet et marais des Aigrettes) étant ainsi préservée de toute espèce d'agression. La tortue cistude, auparavant indigène mais qui avait disparu des rives du lac, a été réintroduite avec succès en l'an 2000 et y trouve un hébergement salutaire.
Des fascines végétales (fagots de branches compactées servant de barrières anti-houle) ont été implantées afin de briser l'énergie des vagues et protéger la végétation. La FRAPNA (Fédération Rhône-Alpes de Protection de la Nature) y a aussi installé deux observatoires pour scruter le marais. Les îlots rocheux sont aussi protégés, et offrent une halte pour les oiseaux migrateurs et un lieu de nidification adéquate.
Les roseaux offrent également des abris aux oiseaux tels que le martin-pêcheur d'Europe, le grèbe huppé, le courlis cendré, le canard nette rousse.
Les roselières sont aussi essentielles pour la survie et la reproduction de nombreux poissons, comme ceux de bas-fond tels que le brochet, le gardon, le poisson-chat, la perche, la carpe, la blennie. Dans les grands-fonds vivent l'omble chevalier, le corégone lavaret, la truite de lac, la lotte de rivière et le silure. Ces poissons peuvent être admirés dans l'aquarium d'Aix-les-Bains.
Les saules blancs qui bordent les roselières font le bonheur des castors. En limite (écotone) des roselières se développent aussi l'herbier de potamots qui prolonge les roselières, avec les charas (algues archaïques, dures et rêches car riches en minéraux. elles forment de bons abris pour les alevins), particulièrement appréciées des brochets et terrain de chasse favori des canards.

## Histoire

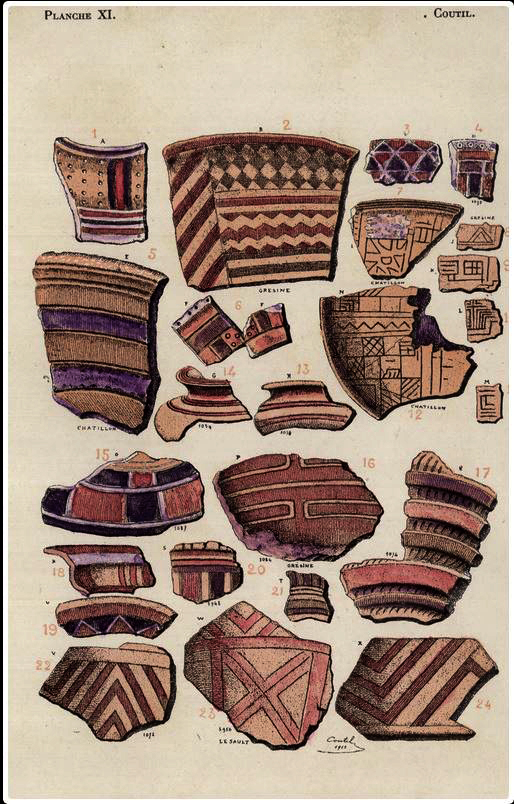
Céramiques palafittes lac du Bourget

### Préhistoire
Le lac du Bourget possède plusieurs exemples de cités lacustres, connues également sous le nom de cités palafittes, villages préhistoriques du Néolithique et de l'âge du bronze final. Certains sont connus depuis 1856 et d'autres ont été révélés par les recherches récentes du Département des recherches archéologiques subaquatiques et sous-marines (Ministère de la Culture).
Une salle entière du Musée savoisien de Chambéry était consacrée aux artisans du lac du Bourget à l'âge du bronze.

### Antiquité
Durant l’Antiquité romaine, le lac du Bourget était une importante voie navigable. Les sources d'Aix à vocation curative sont connues des Romains. Un important complexe thermal, à proximité immédiate des sources. Sur une terrasse inférieure, à l’ouest, se trouvait l’arc funéraire de Campanus, probablement construit au Ier siècle.

### Moyen Âge
Tout d'abord dénommé lac de Châtillon « un château de Chautagne qui contrôle la voie navigable vers Lyon », il ne prendra la dénomination de lac du Bourget qu’au XIIIe siècle avec la création du château du Bourget et notamment sa transformation en résidence comtale au cours du siècle,.
L'historien local Claudius Blanchard, se fondant sur la donation faite par Amédée III à Amédée de Lausanne, premier abbé de l'abbaye d'Hautecombe, estime que le transfert de l'ancien site de Cessens à l'actuel site de Saint-Pierre-de-Curtille au bord du lac s'est effectué en 1125.

### Temps modernes
À la fin du Moyen-Âge, une branche des Seyssel dite des seigneurs d'Aiguebelette et de Châtillonet prend naissance avec Pierre de Seyssel. Dès la Renaissance, les Seyssel-Châtillon héritent du château et de la seigneurie de Châtillon, installé sur la commune de Chindrieux, à la suite du mariage de Claude de Seyssel avec Françoise de Montluel.

### Époque contemporaine
Dans le passé, la ville d'Aix-les-Bains fut très présente dans les sports mécaniques et ce grâce au circuit du lac d'Aix-les-Bains. Celui-ci était tracé au bord du lac du Bourget. Long de 2 400 mètres, il se situait autour de l’endroit où se trouve actuellement le carrefour du Lac. C'était le seul circuit automobile de Savoie. Il attirait des pilotes et des spectateurs locaux mais aussi de Suisse et d'Italie, voire d'Angleterre. On peut également visiter à Aix-les-Bains des vestiges des cités lacustres du lac du Bourget en se rendant au Musée Lapidaire.
Le 30 mars 1943, un avion Focke Wulf 58 C de la Luftwaffe, avec à son bord quatre militaires allemands, part de l'aéroport de Lyon-Bron pour une mission de reconnaissance et d'entraînement. Arrivé depuis le nord du lac, survolant les communes de Chindrieux et Châtillon, l'avion rase les vagues lorsque l'aile gauche heurte violemment la surface de l'eau ; l'avion coule en 20 minutes. Deux occupants périssent dans l'accident, tandis que les deux autres sont récupérés par des pêcheurs. En remerciement, le colonel allemand de l'aéroport fait libérer quatre jeunes prisonniers du camp de Conjux. Ce n'est que le 25 février 1988 que l'épave est localisée par une association de plongeurs, par une profondeur de 110 mètres. Il faut encore attendre l'automne 2004 pour que des plongeurs expérimentés rapportent des images et des vidéos de l'avion,,.
En février 1988, un avion privé en provenance des Émirats Arabes Unis amerrit dans le lac ; son aile est possiblement retrouvée lors d'une opération de nettoyage du lac le 10 octobre 2021
La communauté d'agglomération du Lac du Bourget, plus connue sous le nom de Grand Lac propose, en 2017, à l’État de reprendre la propriété du lac. L'association de protection de la nature "Acclame" fait publier une interview dans un journal local, le 17 mai 2017, afin de faire connaître son opposition à ce projet. L’État ne donnera pas suite à cette proposition mais acceptera de travailler sur le transfert de la propriété des ports publics du lac. Le 1er février 2020, le transfert de propriété des ports publics de l’État vers Grand Lac est réalisé.
Une instance dénommée « Comité du Lac » a été créée en 2017 et réunit les maires des communes riveraines du Lac, l’État, Grand Lac, l’Office de tourisme Intercommunal, le CISALB, le Conservatoire d'espaces naturels de Savoie, et le Conservatoire du littoral. Cette gouvernance partagée vise à instaurer une cohabitation harmonieuse sur le lac tout en préservant son équilibre écologique, garantir la sécurité des usagers du lac et mettre en place une politique domaniale claire et partagée.

## Activités

### Transport et navigation lacustre
Des croisières au départ du Bourget-du-Lac ou d'Aix-les-Bains sont organisées pendant la période estivale par des compagnies privées de navigation. La navigation de plaisance ou sportive est également fort prisée, à partir des nombreux ports implantés le long du lac.
Il est prudent de se méfier de la Traverse, vent thermique soufflant de manière imprévisible et parfois avec violence sur les rives sud du lac. Ce vent d'Ouest passe au-dessus du Mont du Chat en fin d'après-midi et traverse le lac — d'où son nom — en surprenant navigateurs et véliplanchistes.

#### Les débarcadères
Les principaux débarcadères sont situés à Aix-les-Bains, Le Bourget-du-Lac, Chanaz, Lavours, Portout-Chanaz et face à l'abbaye d'Hautecombe.

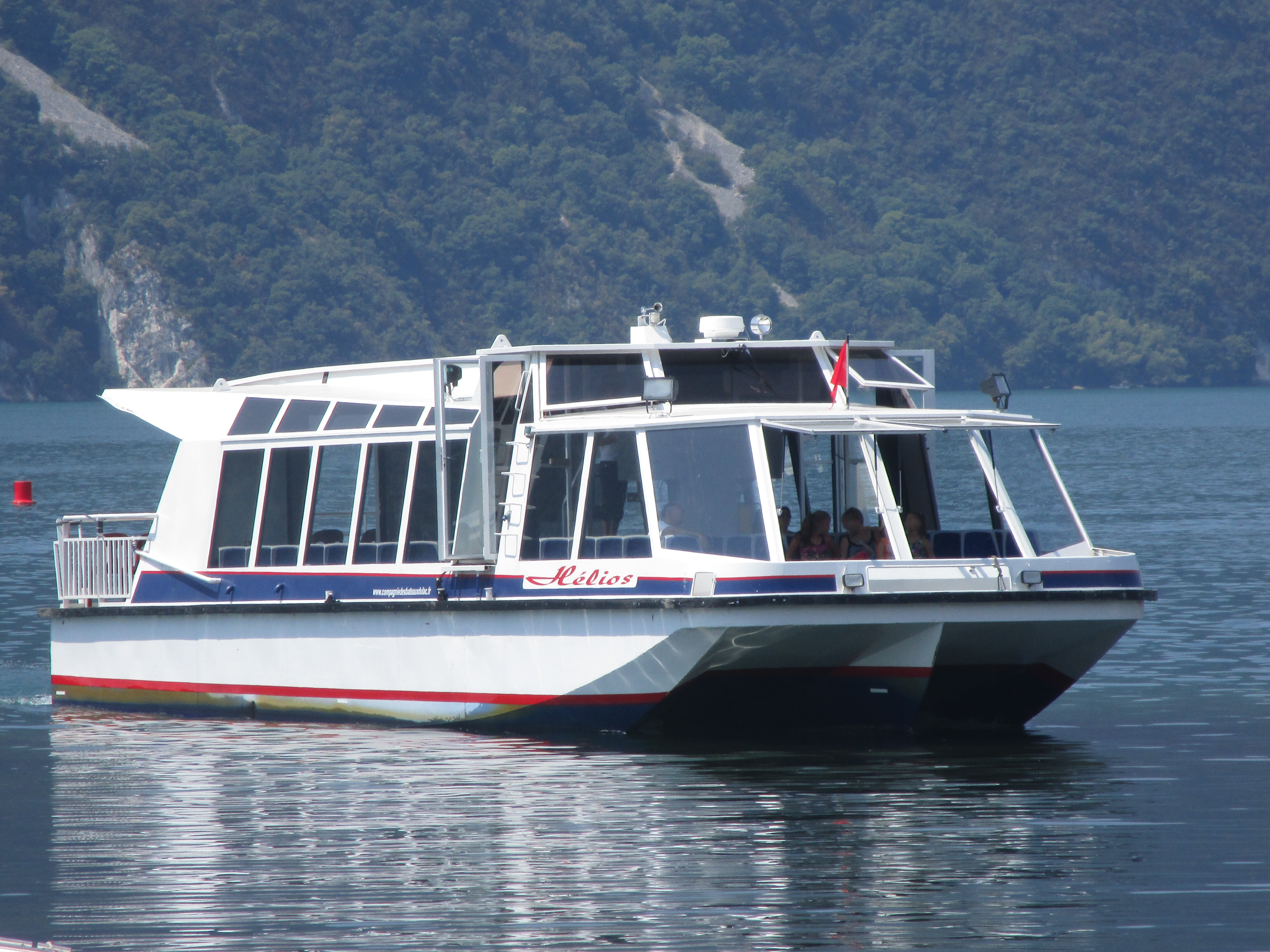
Un bateau promenade de la compagnie sur le lac à l’été 2015.

#### La Compagnie des bateaux Aix-les-Bains Riviera des Alpes
La compagnie dispose d'une flotte de six bateaux promenades dont la capacité d'accueil varie entre 75 et 200 places. Parmi ceux-ci trois font également office de restaurant. Un large choix de croisières sur le lac du Bourget et le canal de Savières est proposé. Des départs sont organisés depuis différents embarcadères, soit depuis Aix-les-Bains, Le Bourget-du-Lac, Chanaz ou encore Lavours. Les principaux parcours proposés sont les tours du lac, la navigation sur le canal de Savières, mais aussi l'abbaye d'Hautecombe ou une simple traversée depuis la commune d'Aix-les-Bains en direction de la commune du Bourget-du-Lac qui est le village, à présent une ville, ayant donné son nom au Lac.

### Tourisme
Le Lac du Bourget est un lieu touristique très prisé l'été, grâce aux plages (certains accès à celle-ci sont payantes en juillet-août) et à des activités nautiques tels que le ski nautique, la plongée, ou la navigation à voile. La température de l'eau est régulièrement mesurée entre 20 et 25 °C l'été.

#### Les bases de loisirs et les ports
Le lac du Bourget est doté de nombreux ports, tels que :
- le port de plaisance d'Aix-les-Bains ; Situé en plein centre de la rive est, c’est le plus grand port du lac avec de nombreux services pour plaisanciers.
- Le Petit Port d'Aix les Bains ; Plus calme et intimiste, il se trouve au nord du grand port, idéal pour les petites unités.
- Bourdeau : le port de Bourdeau ;
- Le Bourget-du-Lac : le port de Charpignat, le port des Grèbes, le port des Mirandelles, le port des Mouettes, le port de la Leysse ;
- Brison-Saint-Innocent : le port de Brison ;
- Châtillon : le port de Châtillon ; Situé à proximité de Chindrieux, au nord du lac, ce port abrite quelques bateaux et offre un accès aux plages et au sentier du littoral.
- Conjux : le port de La Chatière ; Ce petit port convivial se situe au nord-ouest du lac. Il est très apprécié pour sa tranquillité et sa proximité avec les zones naturelles.
- Tresserve : le Bon Port ;
- Viviers-du-Lac : le port des Quatre Chemins.

Il faut préciser pour Aix-les-Bains que le « Petit port » et le « Grand port » constituent à eux deux le port aixois, qui est le plus vaste port d’eau douce de France avec mille cinq cents anneaux ; c'est un lieu privilégié des plaisanciers du lac, les bateaux trouvant un emplacement estival ou annuel. Chaque année se déroule la fête du nautisme. Cet évènement présente des bateaux anciens venant de tous horizons, un marché professionnel, des démonstrations ainsi que des spectacles.

Quelques ports et embarcadères du lac du Bourget
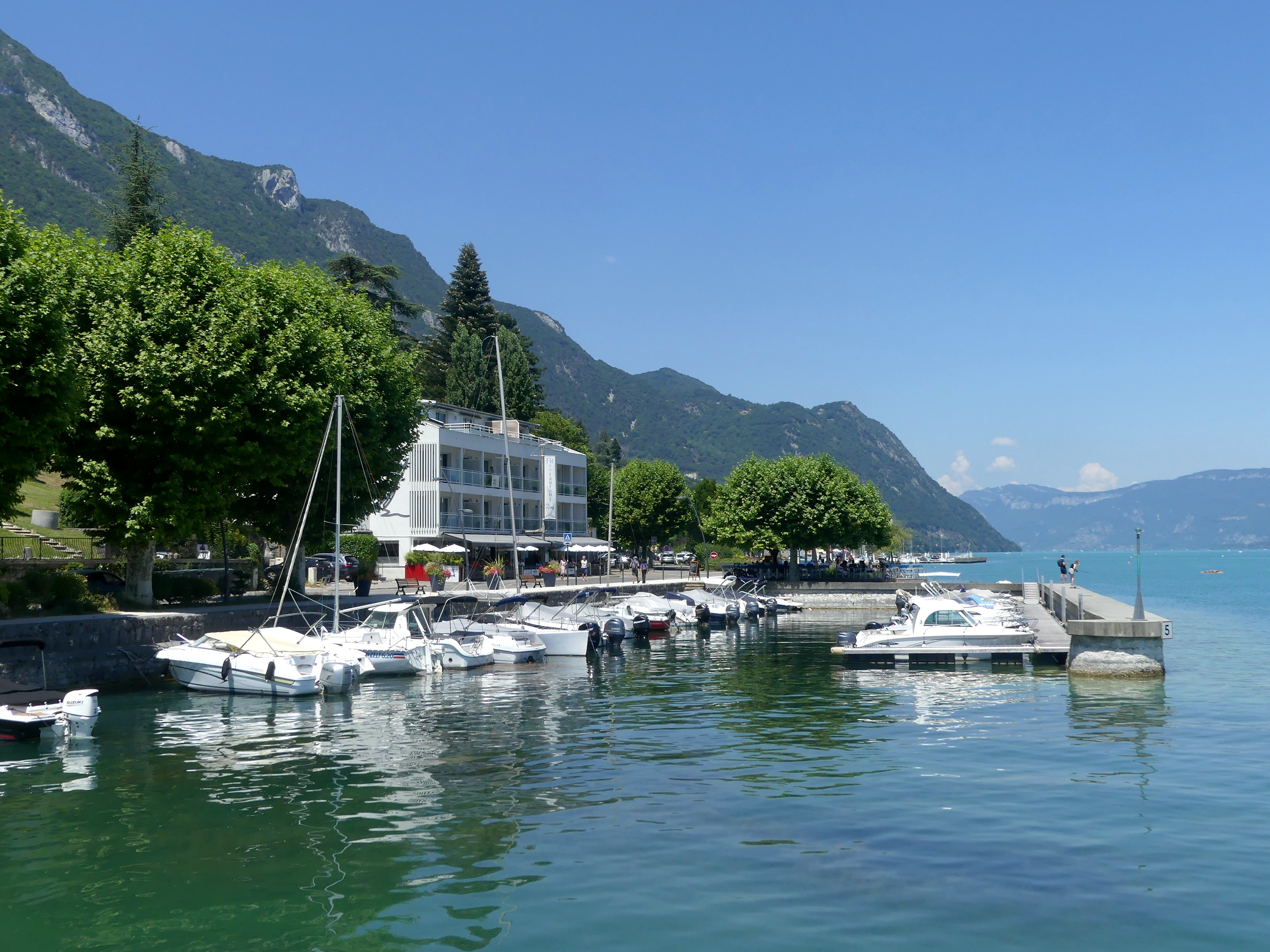
Port au Bourget-du-Lac.
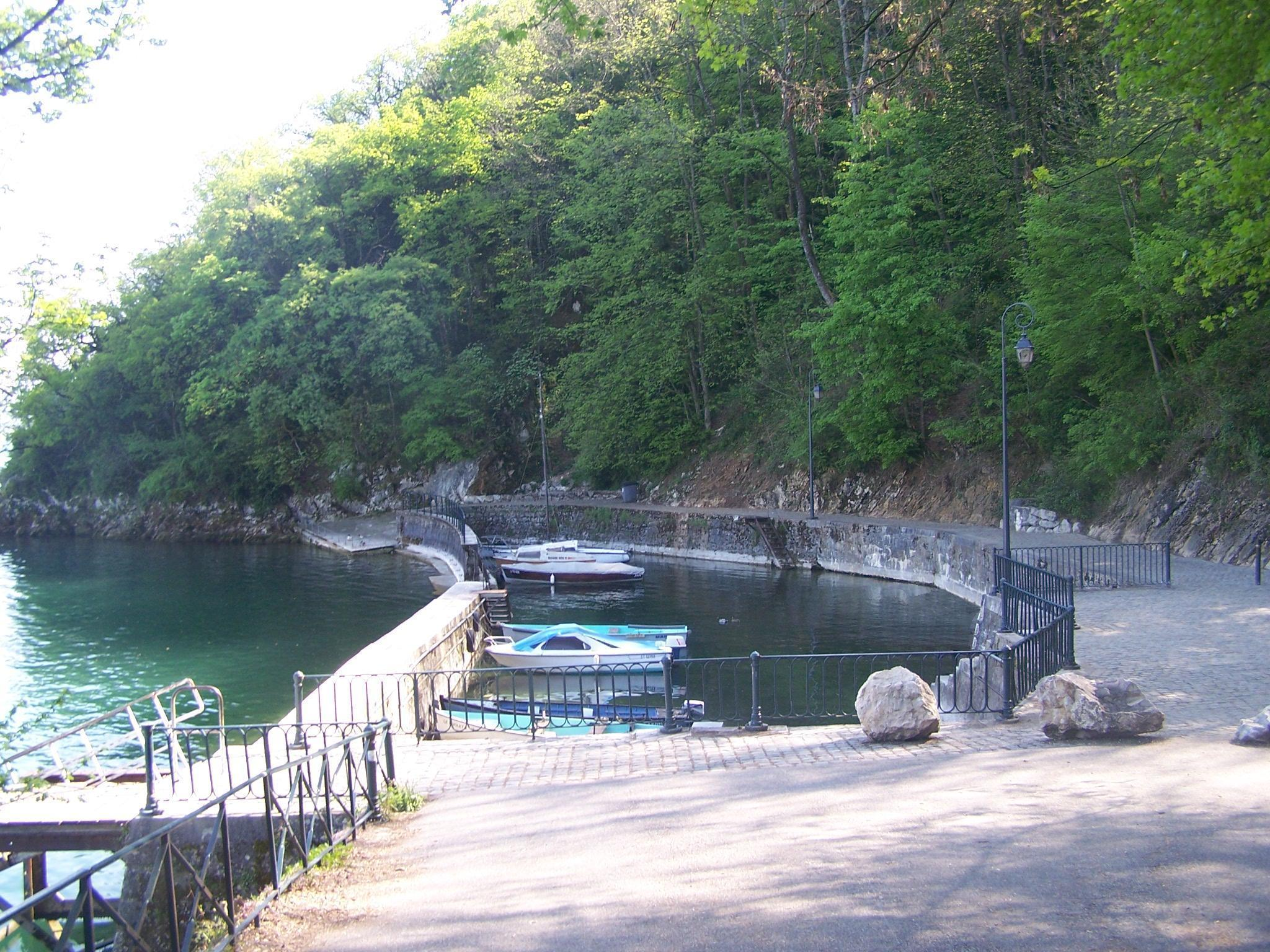
Port de Bourdeau.
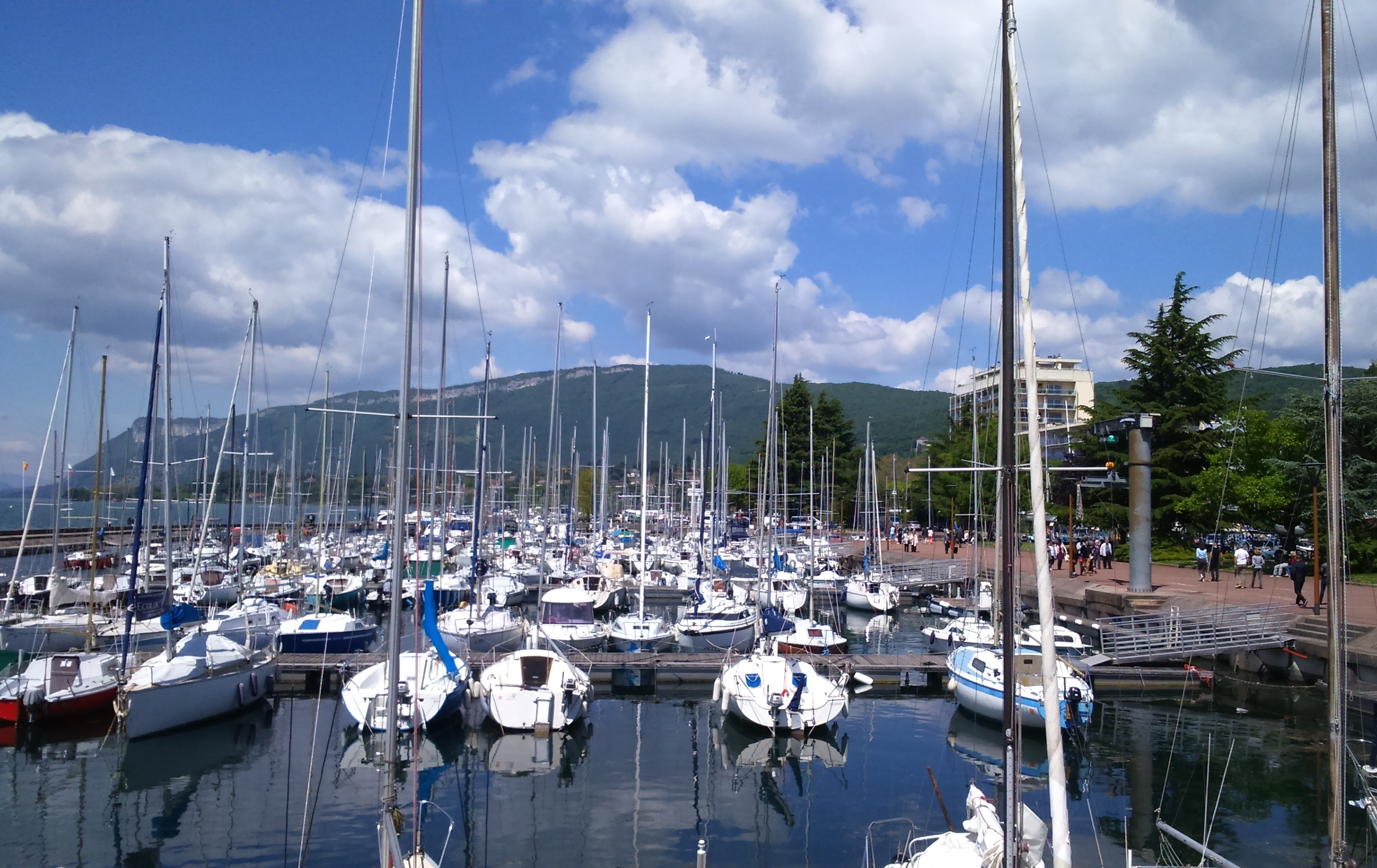
Le grand Port d'Aix-les-Bains.
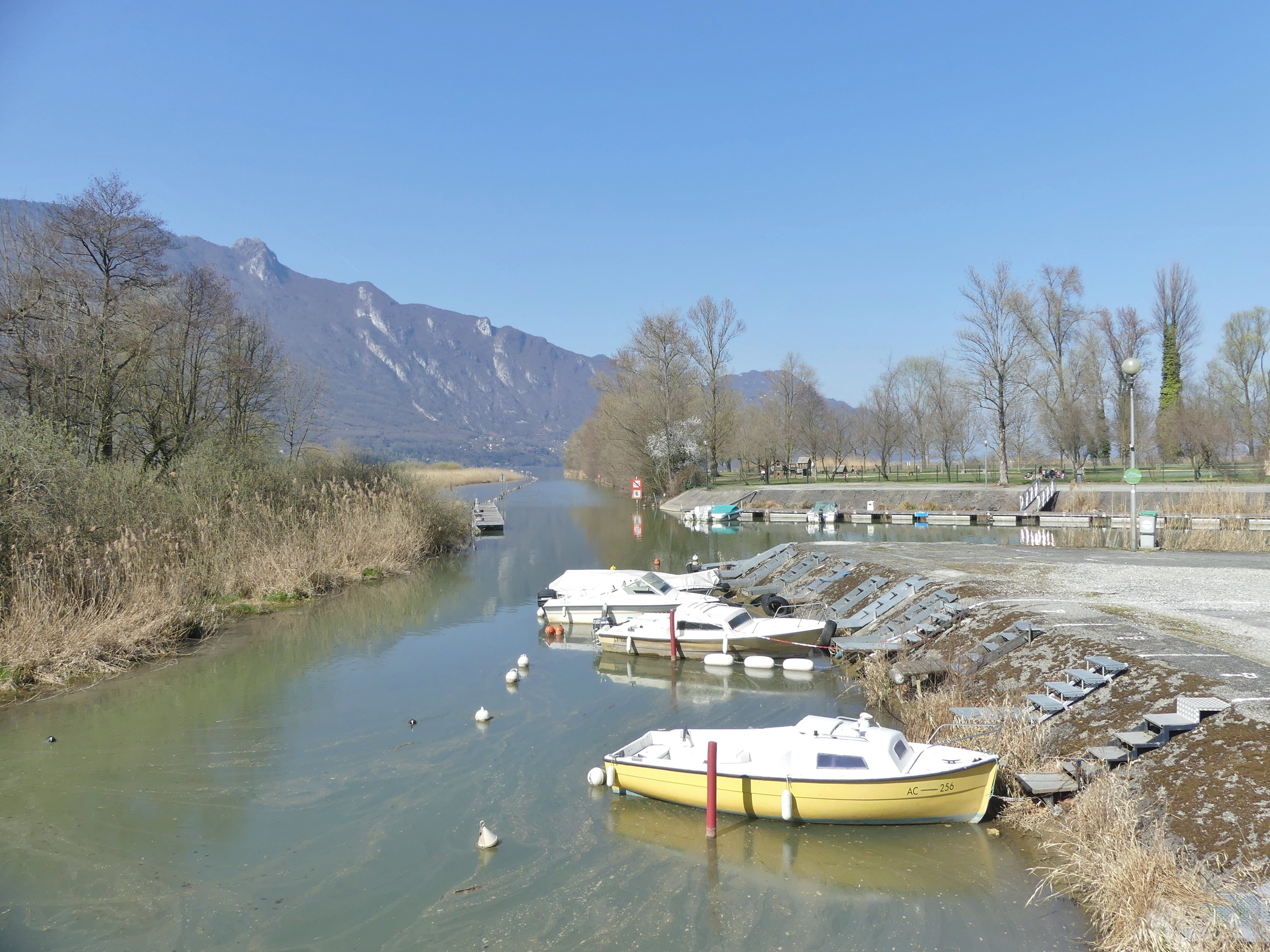
Port des 4 Chemins.
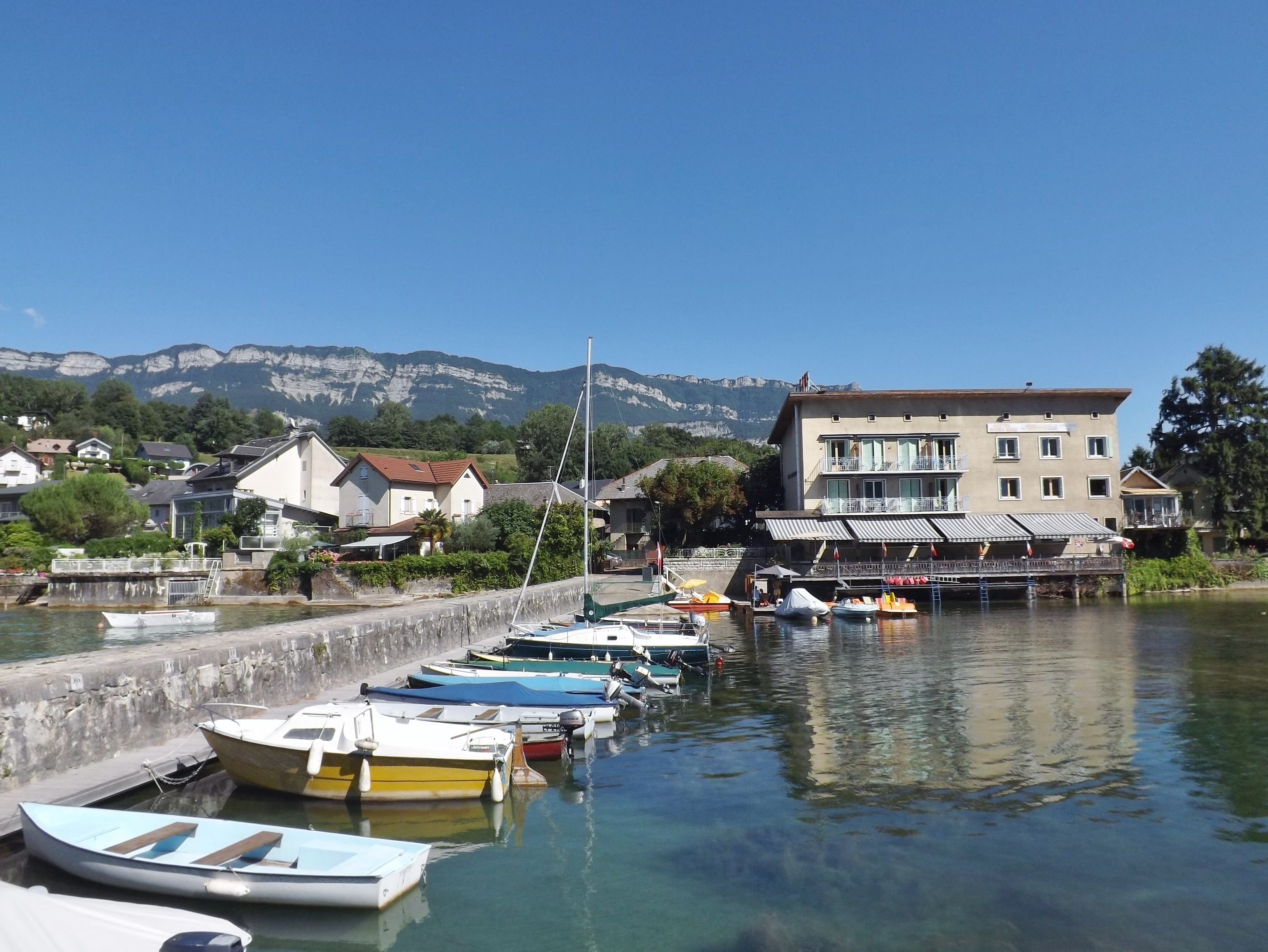
Embarcadère de Terre-Nue.
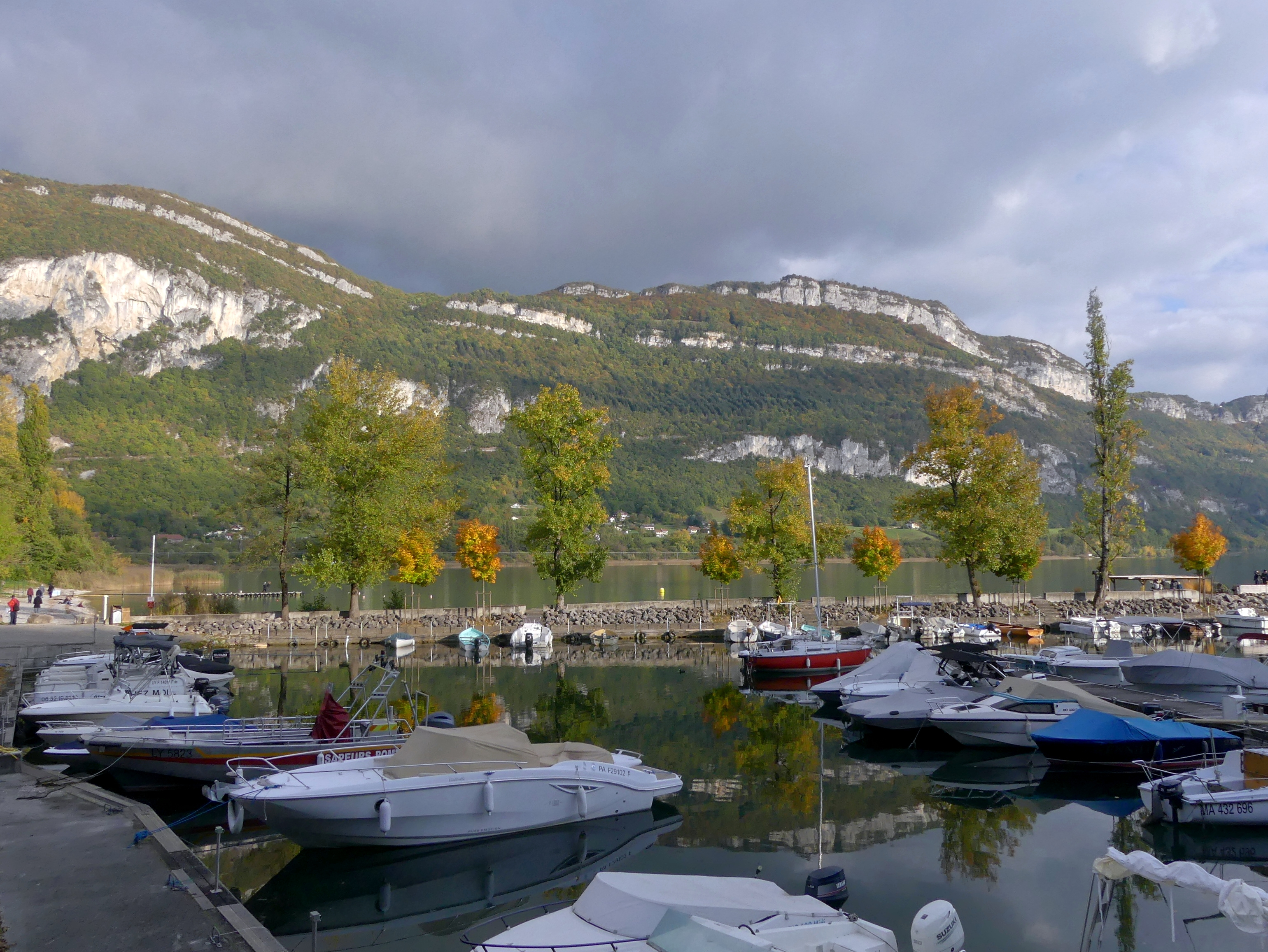
Port de Châtillon.
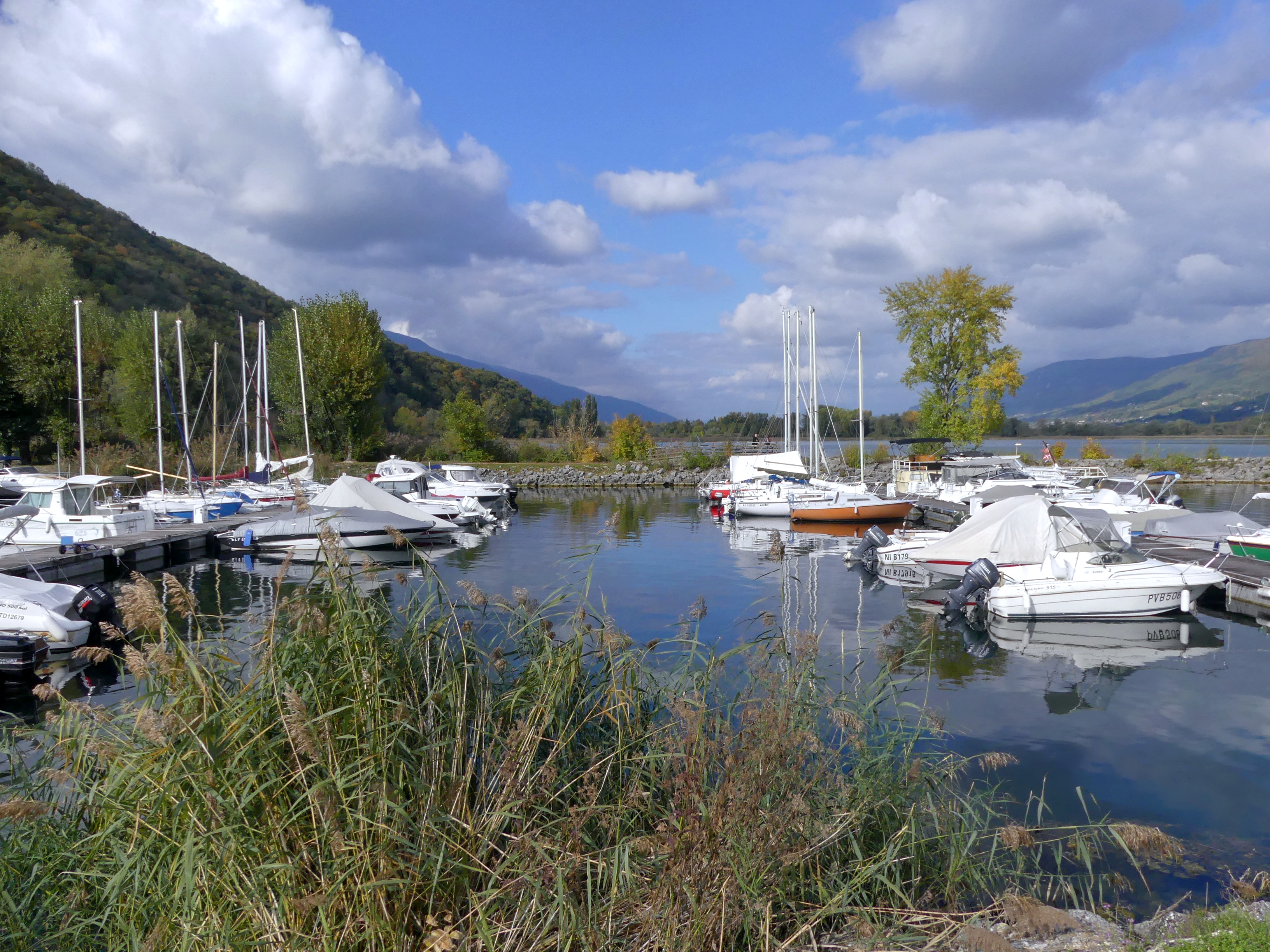
Port de Conjux.

#### Les sites touristiques
La rive occidentale, de par la raideur des pentes, est restée sauvage entre l'abbaye royale d'Hautecombe au Nord et Bourdeau et le Bourget-du-Lac au Sud. Aucune route de rive ne rejoint ces deux lieux autrement que par la crête. La grotte de Lamartine se situe également sur cette rive, au pied de l'Épine.

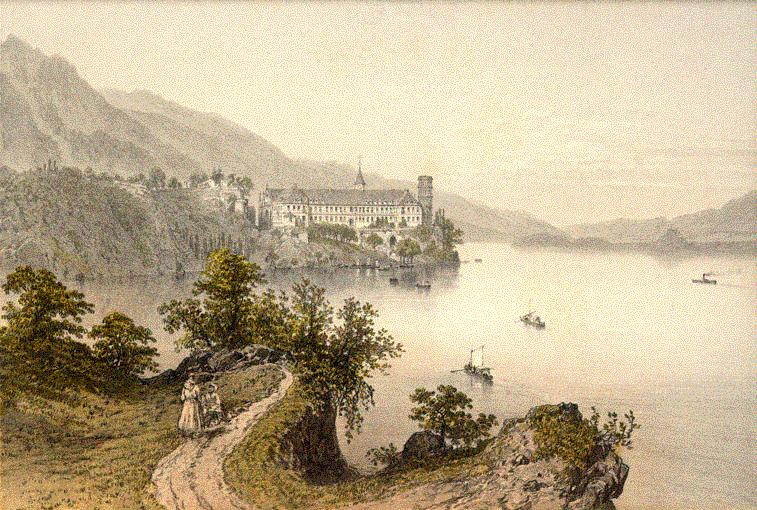
L'abbaye d'Hautecombe d'après une gravure de 1860.

La rive orientale est, à l'inverse, urbanisée depuis (Aix-les-Bains) et est aménagée tout au long de la route et de la voie de chemin de fer dans sa partie Nord-Est. De nombreux restaurants et boîtes de nuit y sont implantés (surtout partie sud-est). Par contre il y a très peu d'appropriation privée des berges au contraire des autres grands lacs alpins.
L'abbaye royale d'Hautecombe, la « Saint-Denis » savoyarde, veille sur les tombeaux des souverains de la maison de Savoie. Restaurée au XIXe siècle, elle se visite l'été, excepté la zone hébergeant encore quelques moines. On y trouve notamment plus de 300 statues en marbre de Carrare ou en pierre douce de Seyssel. Elle est actuellement gérée par la communauté du Chemin Neuf.
Le château de Thomas II, construit au XIIIe siècle mais actuellement en ruine, est situé à l'embouchure de la Leysse. Il eut ses heures de gloire entre le XIIIe et le XVe siècle, lorsque la maison de Savoie en fit sa résidence principale.
Tout proche, le prieuré du Bourget-du-Lac, son jardin — dont les ifs sont taillés pour former les pièces d'un échiquier géant — et l'église Saint-Laurent, méritent de s'y arrêter.
Le lac peut aussi s'admirer de haut, soit du belvédère du massif de la Chambotte, ou des points de vue du mont Revard et du signal du Mont du Chat (ou mieux, à quelques centaines de mètres à pied, du point de vue à 360° du Molard Noir).

#### Les plages

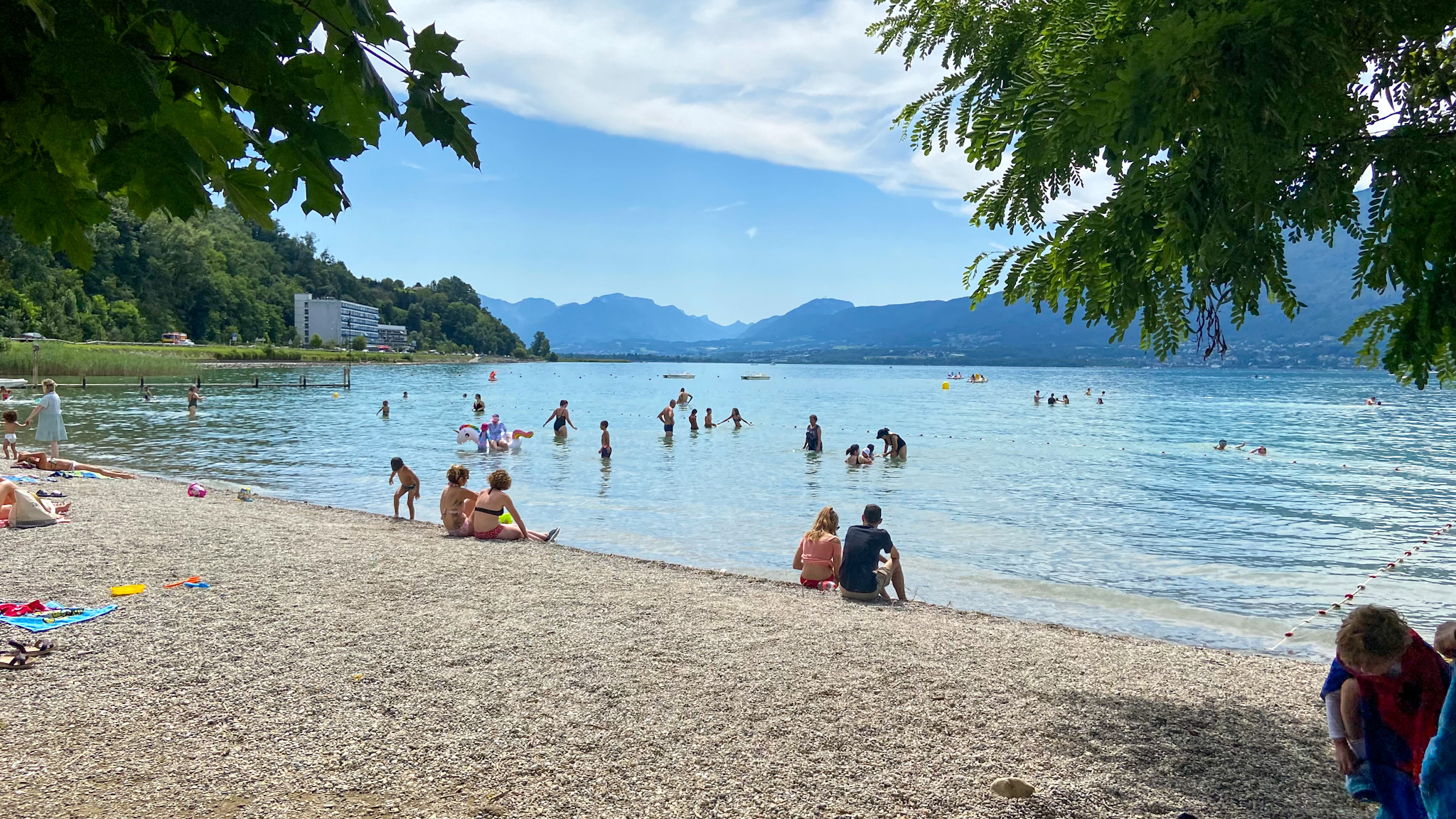
La plage du Rowing dans la commune d’Aix-les-Bains.

De nombreuses plages sont aménagées sur les rives du Lac du Bourget telles que la plage du Lido, la plage des Mottets, la plage de l'Ile aux cygnes, la plage municipale du Bourget du Lac, la plage du Rowing, la plage municipale d'Aix les Bains, la plage de Mémars, la plage de la Pointe de l'Ardre, la plage de Châtillon (apparaissant dans le dernier chapitre du roman Le Saut oblique de la truite), la plage de la Chatière et enfin la base de loisirs de Chanaz.

### Animations culturelles
Le Festival Rock Musilac se déroule à Aix-les-Bains, installé sur l'esplanade du lac du Bourget, près de l'embouchure du Sierroz. L'événement accueille chaque année durant la période estivale (généralement en juillet), un certain nombre d'artistes de la scène musicale française et internationale.

### Animations sportives

#### Aviron
Le « Club nautique Chambéry Bourget du Lac » (CNCB) est installé sur la rive ouest du lac, à Bourdeaux (commune du Bourget-du-Lac).
Le club de « l'Entente nautique d'Aix-les-Bains aviron » (ENAA) est installé au Grand Port d'Aix-les-bains. Ce club a été champion de France de nombreuses années, depuis le début du XXIe siècle (2005, 2006, 2013, 2015, 2016).

#### Voile
Le championnat du monde des 49er a été organisé sur le lac, au départ d'Aix-les-Bains, du 4 au 11 juin 2006.
La coupe des Editions Glénat organisée par le CNV Aix-les-Bains.

#### Natation
Traversée du Lac du Bourget dénommé « aquathlon » (organisateur club de Trіаthlоn d’Aіx lеs Bаіns).

#### Clubs de plongée
Il existe plusieurs clubs de plongée autour du lac de Bourget, ceux-ci s'adressant à tous les niveaux de pratiquants. Des plongées de nuit sont également proposées.

## Dans les arts

### Littérature

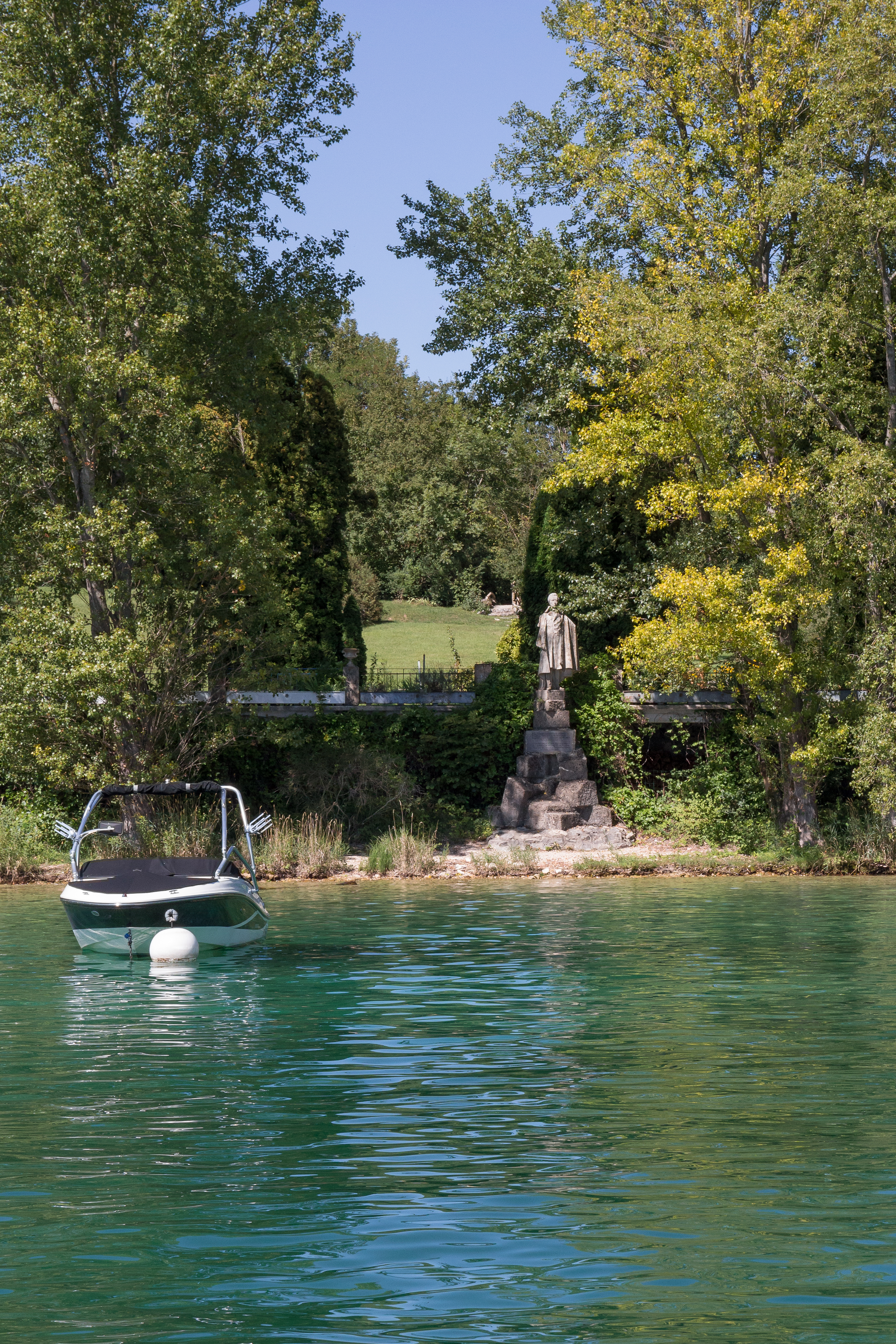
Statue d'Alphonse de Lamartine au bord du lac

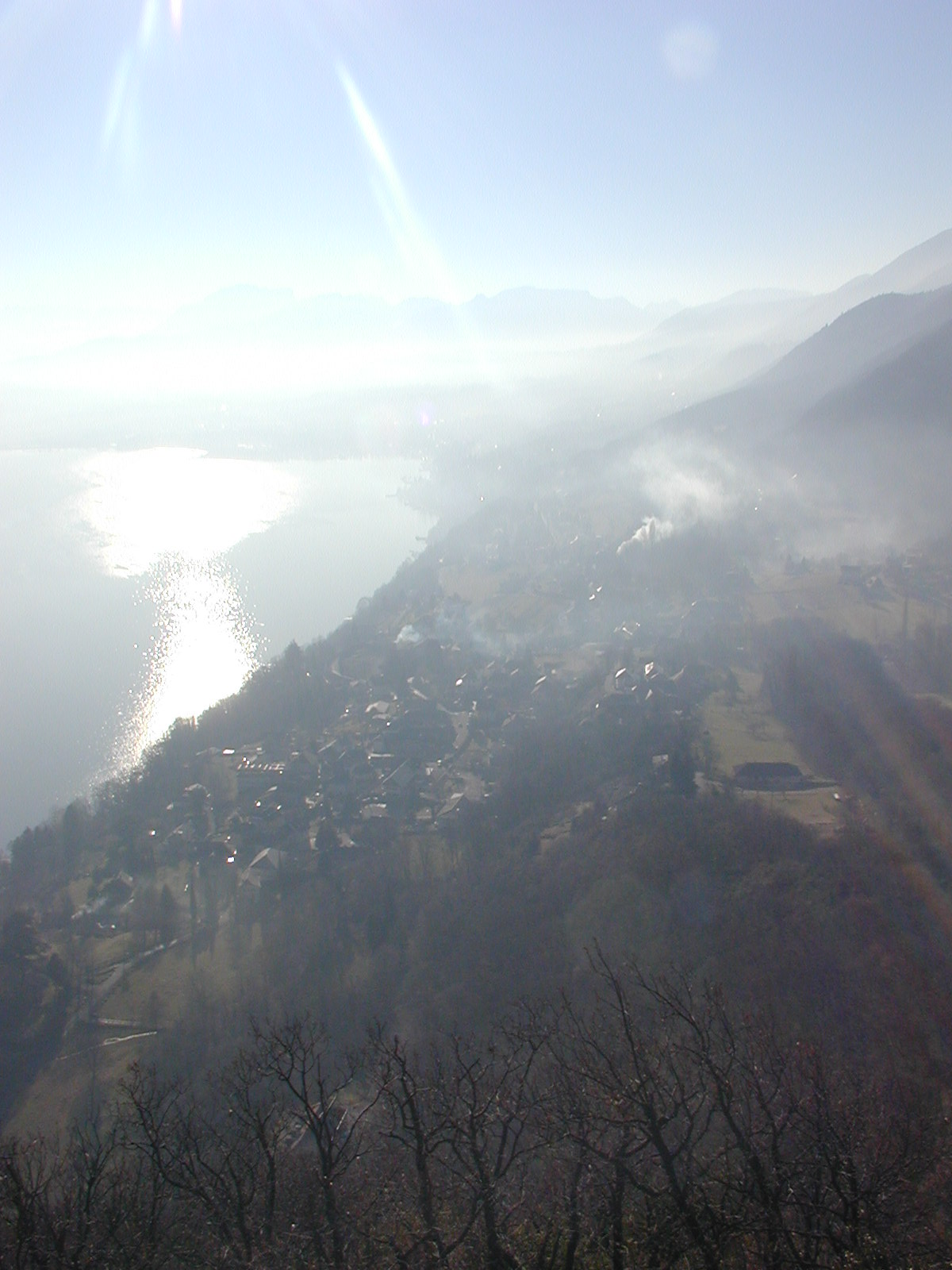
« Ô temps ! suspends ton vol ».

- Alphonse de Lamartine

Le poète français a laissé une trace indélébile de son séjour au bord du Lac du Bourget. Il est alors âgé de 26 ans et vient en Savoie soigner des troubles hépatiques.
Il passe le mois d'octobre 1816 à Aix-les-Bains, où il rencontre Julie Charles, en convalescence pour tuberculose. Les deux jeunes gens se plaisent à flâner ensemble au bord du Lac du Bourget. L'été suivant, Julie, trop souffrante, ne peut rejoindre le poète devenu très amoureux, qui, désespéré, écrivit plusieurs poèmes, dont Le Lac, un de ses plus grands chefs-d'œuvre.
« Ô temps ! suspends ton vol, et vous, heures propices ! 

Suspendez votre cours : 

Laissez-nous savourer les rapides délices 

Des plus beaux de nos jours ! »

En 1826, longtemps après le décès de son grand amour, Julie, il évoque dans Le Retour, une épître en vers à la gloire de Xavier de Maistre, cette terre de Savoie qu'il porte désormais dans son cœur et où le souvenir de celle qu'il a tant aimée rend éclatant le paysage :
« Où l'amour disparu dans l'ombre du trépas 

Laisse partout pour moi l'empreinte de ses pas 

Et colore à mes yeux vos flots et vos collines 

Ou d'un deuil éternel, ou de splendeurs divines. 

(Alphonse de Lamartine, "Le Retour".) »

S'adressant à Xavier de Maistre il dit encore :
« J'habitai plus que toi ces fortunés rivages, 

J'adorai, j'aime encore ces monts coiffés d'orages, 

Où la simplicité des âmes et des mœurs 

Garde aux vieilles vertus l'asile de vos cœurs.

(Alphonse de Lamartine, "Le Retour".) »

- Honoré de Balzac

L'écrivain français a donné une description romantique et précise du Lac du Bourget dans son roman la Peau de chagrin en 1831.

« Le Lac du Bourget est une vaste coupe de montagnes tout ébréchée où brille, à sept ou huit cents pieds au−dessus de la Méditerranée, une goutte d'eau bleue comme ne l'est aucune eau dans le monde. Vu du haut de la Dent−du−Chat, ce lac est là comme une turquoise égarée. Cette jolie goutte d'eau a neuf lieues de contour, et dans certains endroits près de cinq cents pieds de profondeur. Être là dans une barque au milieu de cette nappe par un beau ciel, n'entendre que le bruit des rames, ne voir à l'horizon que des montagnes nuageuses, admirer les neiges étincelantes de la Maurienne française, passer tour à tour des blocs de granit vêtus de velours par des fougères ou par des arbustes nains, à de riantes collines ; d'un côté le désert de l'autre une riche nature ; un pauvre assistant au dîner d'un riche ; ces harmonies et ces discordances composent un spectacle où tout est grand, où tout est petit. L'aspect des montagnes change les conditions de l'optique et de la perspective : un sapin de cent pieds vous semble un roseau, de larges vallées vous apparaissent étroites autant que des sentiers. Ce lac est le seul où l'on puisse faire une confidence de cœur à cœur. On y pense et on y aime. En aucun endroit vous ne rencontreriez une plus belle entente entre l'eau, le ciel, les montagnes et la terre. Il s'y trouve des baumes pour toutes les crises de la vie. Ce lieu garde le secret des douleurs, il les console les amoindrit, et jette dans l'amour je ne sais quoi de grave, de recueilli, qui rend la passion plus profonde, plus pure. Un baiser s'y agrandit. Mais c'est surtout le lac des souvenirs ; il les favorise en leur donnant la teinte de ses ondes, miroir où tout vient se réfléchir. Raphaël ne supportait son fardeau qu'au milieu de ce beau paysage, il y pouvait rester indolent, songeur, et sans désirs. Après la visite du docteur, il alla se promener et se fit débarquer à la pointe déserte d'une jolie colline sur laquelle est situé le village de Saint−Innocent. De cette espèce de promontoire, la vue embrasse les monts de Bugey, au pied desquels coule le Rhône, et le fond du lac ; mais de là Raphaël aimait à contempler, sur la rive opposée, l'abbaye mélancolique d'Haute−Combe, sépulture des rois de Sardaigne prosternés devant les montagnes comme des pèlerins arrivés au terme de leur voyage. »

- Alexandre Dumas (père)

L'écrivain français vint séjourner à Aix-les-Bains, en 1832. Il quitta durant cet été Paris où il faillit être victime du choléra. En quelques lignes, il écrira l'impression que lui firent les lacs de Savoie et tout particulièrement le Lac du Bourget.

« Dix minutes après, nous étions au lac du Bourget[…]C'est vraiment une merveille que les lacs de Savoie avec leurs eaux bleues et transparentes qui laissent voir le fond à quatre-vingts pieds de profondeur. Il faut être arrivé sur leurs bords, encore tout pollués des bains de notre Seine bourbeuse, pour se faire une idée de la volupté avec laquelle nous nous précipitâmes dans le lac du Bourget[…]J'errais cet été sur un chemin savoyard qui domine la rive droite du lac du Bourget, et le regard flottant sur cette masse d'eau miroitante et bleue d'un bleu unique pâle, enduit de lueurs glissantes par le soleil déclinant, je sentais en mon cœur remuer cette tendresse que j'ai depuis l'enfance pour la surface des lacs, des fleuves et de la mer... »

- George Sand

La romancière française séjourna en Savoie chez son ami, le patron de presse François Buloz et écrivit en 1861, un roman épistolaire dénommé Mademoiselle La Quintinie (roman) (lire en ligne).
- Guy de Maupassant

L'écrivain français, venu en cure à Aix-les-Bains en 1890, fit une halte dans la commune. Le dernier texte écrit avant sa mort est une nouvelle dénommée Le Colporteur. Le récit décrit une rencontre sur un chemin, au bord du lac, à la hauteur de Brison-Saint-Innocent.

### Peinture

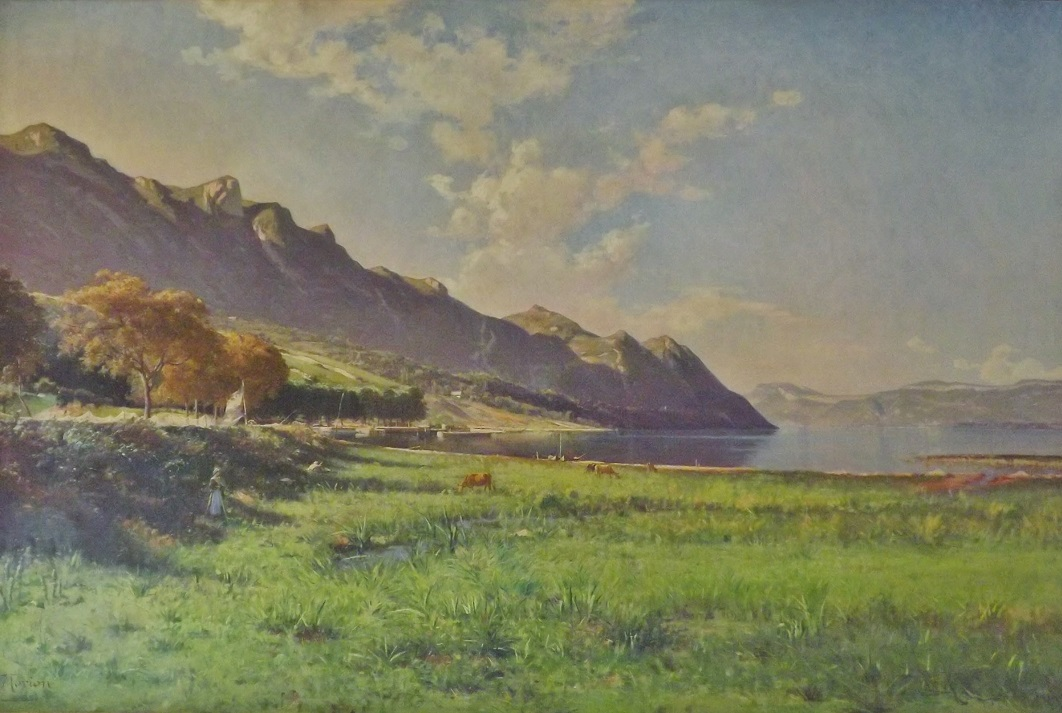
Vue sur le lac du Bourget depuis Le Bourget-du-Lac par Jacques Morion.

Le lac du Bourget, entouré de ses montagnes et de son environnement romantique et sauvage, a  inspiré de nombreux peintres de sensibilités différentes, mais attirés par cette lumière particulière, changeante et se reflétant dans les eaux.

### Cinéma
Filmographie non exhaustive portant sur les tournages ayant eu lieu sur le site du Lac du Bourget.
- 1931 : Hardi les gars ! de Maurice Champreux
- 2001 : Le Vélo de Ghislain Lambert, film franco-belge de Philippe Harel

l'arrivée d'une étape cycliste, présente dans le film, fut tournée à Aix-les-Bains sur l'esplanade et près de la plage de Mémards.
- 2005 : Mon petit doigt m'a dit de Pascal Thomas

inspiré d'un roman d'Agatha Christie, une grande partie du film est tourné le long du lac sur la route et dans plusieurs propriétés le bordant.
- 2008 : Coupable de Lætitia Masson
- 2008 : Le crime est notre affaire de Pascal Thomas

même inspiration et mêmes lieux de tournagne que le film tourné en 2005 par le même réalisateur.
- 2009 : Le Dernier pour la route de Philippe Godeau
- 2013 : Un film documentaire : l'Avion du Lac, film de Anja Unger évoque l'histoire d'une épave nazi à 110 m de profondeur[52],[53].

### Télévision
- Séries
  - L'Été rouge est une mini-série française en 5 épisodes de 105 minutes, écrite par Alexis Lecaye et Dominique Lancelot, réalisée par Gérard Marx et diffusée à partir du 26 juin 2002 au 24 juillet 2002 sur TF1. Certains épisodes sont tournés à Aix-les-Bains et notamment au bord du lac.
  - Cassandre  est une série télévisée française créée par Mathieu Masmondet et Bruno Lecigne, dont le premier épisode a été diffusé le 28 novembre 2015 sur France 3 et dont certains épisodes présentent le lac du Bourget, conjointement avec le lac d'Annecy.
- Magazines
  - Échappées belles est un magazine de découverte hebdomadaire français

| Saison   | Titre                                   | Présentation     | Première diffusion |
| -------- | --------------------------------------- | ---------------- | ------------------ |
| 7 (2014) | Annecy, Aix-les-Bains : entre deux lacs | Sophie Jovillard | 15 septembre 2012  |

- Des racines et des ailes est un magazine de reportages et de rencontres français

| Saison      | Titre                              | Présentation  | Première diffusion |
| ----------- | ---------------------------------- | ------------- | ------------------ |
| 2009 / 2010 | La Savoie : entre lacs et montagne | Louis Laforge | 7 avril 2010       |

### Personnalités liées au lac
La liste ci-dessous présente les personnalités qui ont joué un rôle de premier plan avec l'histoire du lac de Bourget :
- Alphonse de Lamartine (1790 - 1869)

écrivain et homme politique français qui fit connaître le lac par ses poésies.
- Alain Prud'homme

entrepreneur français, créateur d'une école de voile sur le lac en 1977 qui deviendra par la suite la Compagnie des bateaux Aix-les-Bains Riviera des Alpes, celle-ci proposant des croisières sur le lac avec ses nombreux bateaux, notamment vers l'abbaye d'Hautecombe.

## Galerie

Quelques vues sur le lac du Bourget
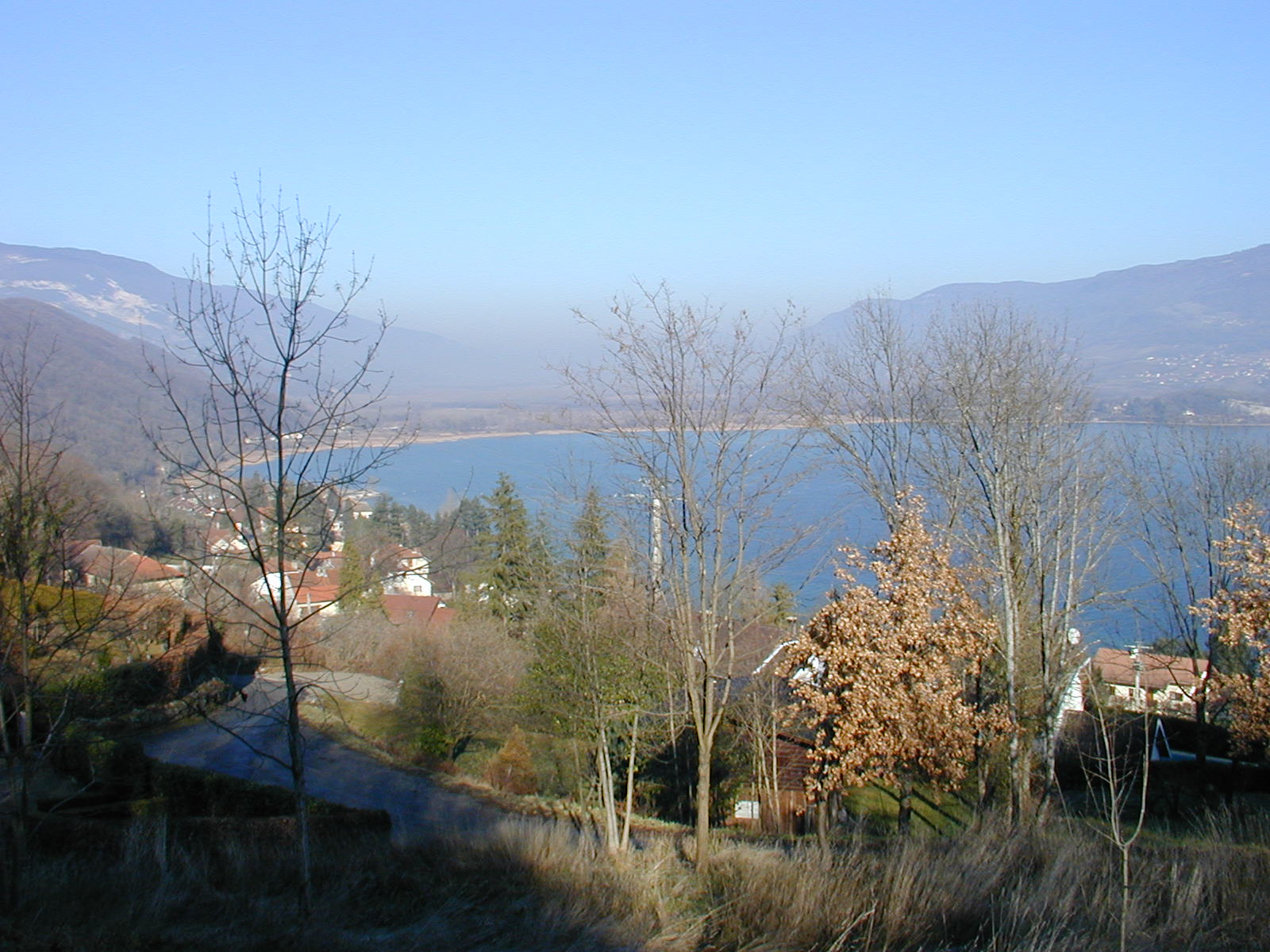
Fond nord et marais de Chautagne.
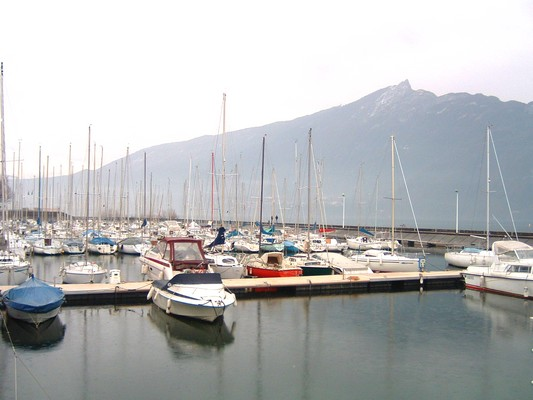
Grand port d'Aix-les-Bains (hiver).
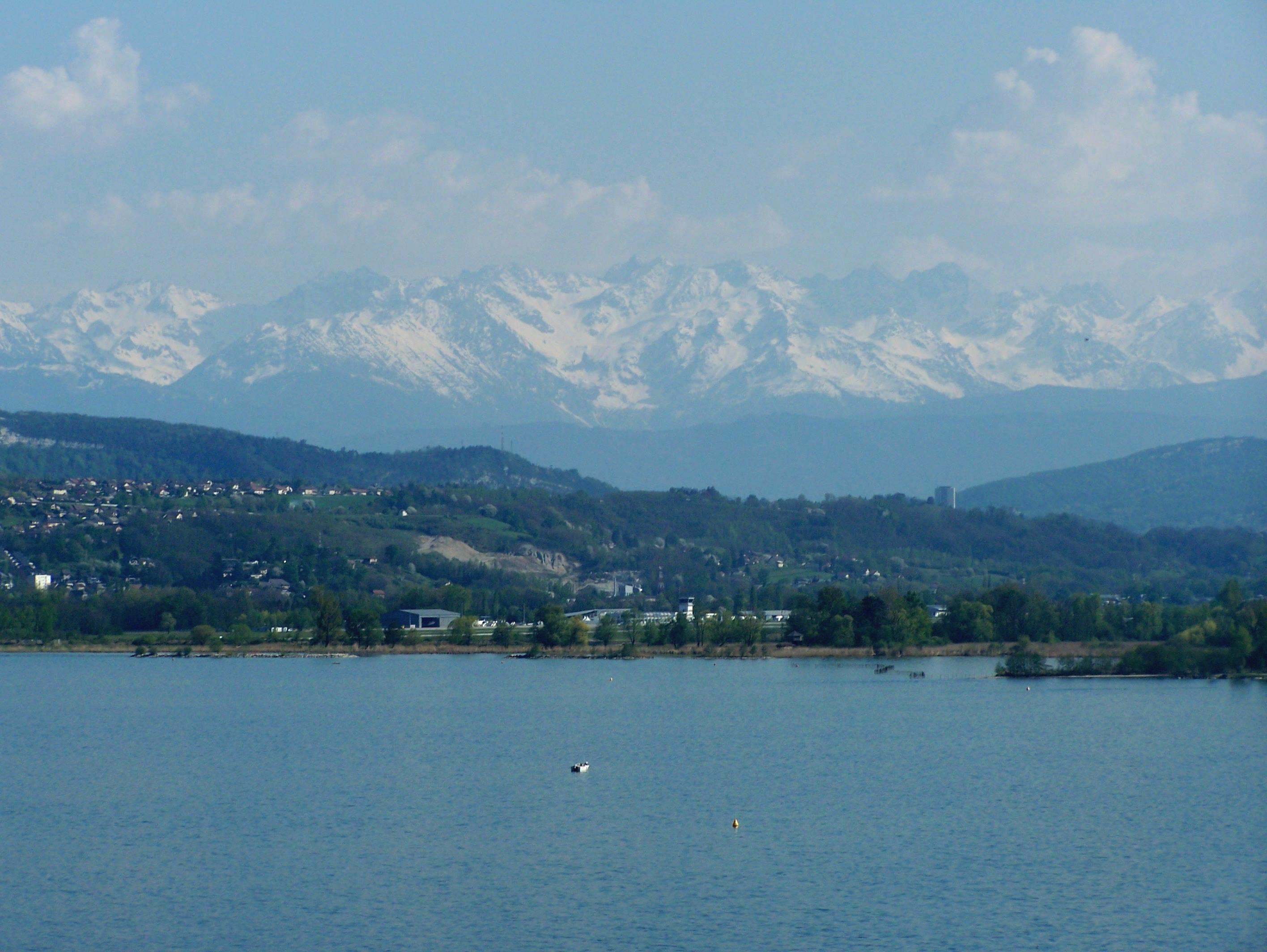
Le lac devant la chaîne de Belledonne, vu depuis Bourdeau.
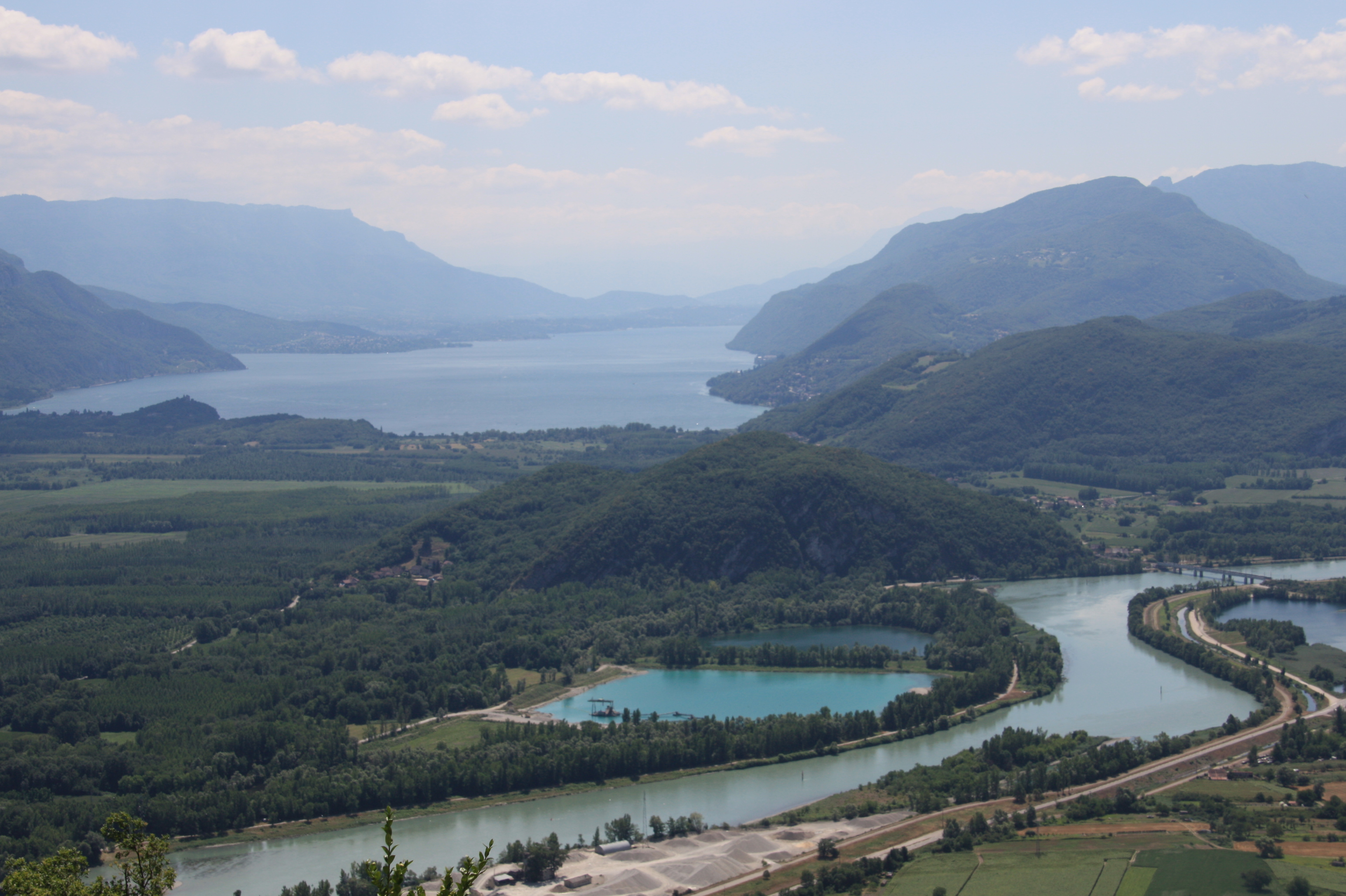
Le lac depuis le massif du Grand Colombier.
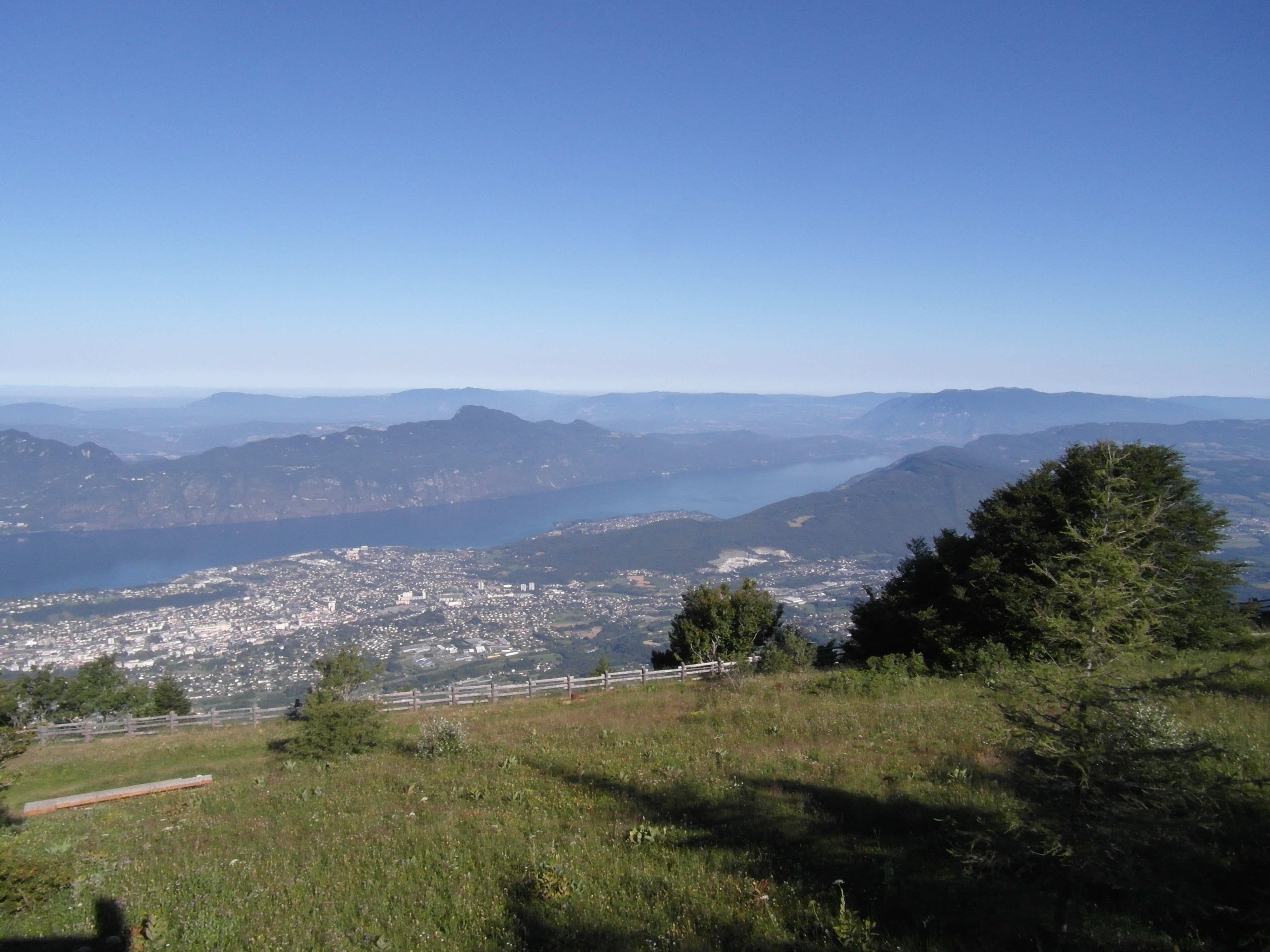
Aix-les-Bains et le lac depuis le Revard.